# 爆旋陀螺Burst
《爆旋陀螺Burst》（日語：ベイブレードバースト）是以「爆旋陀螺」第3代陀螺系列為題材製作的動畫。由日本玩具公司TAKARA TOMY在2015年6月18日於「東京玩具展2015」上宣佈製作，並於2016年4月4日起在東京電視台播出。
2016年4月4日開始播出第一季《ベイブレードバースト / 爆旋陀螺 擊爆戰魂 / Beyblae Burst》。
2017年4月3日開始播出第二季《ベイブレードバースト ゴッド / 爆旋陀螺 擊爆戰魂 神 / Beyblade Burst Evolution》。
2018年4月2日開始播出第三季《ベイブレードバースト 超ゼツ / 爆旋陀螺 擊爆戰魂 超Z / Beyblade Burst Turbo》。
2019年4月5日開始播出第四季《ベイブレードバースト ガチ / 爆旋陀螺 擊爆戰魂 GT / Beyblade Burst Rise》。
2020年4月3日開始播出第五季《ベイブレードバースト スパーキング / 爆旋陀螺 擊爆戰魂 超王 / Beyblade Burst Surge》。
2021年4月2日開始播出第六季《ベイブレードバースト ダイナマイトバトル / 爆旋陀螺 擊爆戰魂 DB / Beyblade Burst QuadDrive》。

2022年12月美國開始播出《ベイブレードバースト バーストアルティメット  / 爆旋陀螺 擊爆戰魂 BU / Beyblade Burst QuadStrike》 。
- 由第四季開始改為大約十五分鐘一話，並在YOUTUBE上播放[1]。

另外，在本次展會上亦宣佈了本作的漫畫化。漫畫將於漫畫月刊《快樂龍》8月號上開始連載，動畫也會根據漫畫的內容改編。

## 故事簡介
戰鬥陀螺是世界上最受欢迎的陀螺战斗玩具，会随着陀螺戰士的热情在对战盘互相碰撞。而戰鬥陀螺 擊爆戰魂就是一群少年把夢想寄托在戰鬥陀螺並且一起奮戰的故事。除了講述熱愛戰鬥陀螺的少年蒼井霸斗成為陀螺戰士及他長大後遇見新時代主角的經歷，也會講述新主角因为開展有血有淚的成長旅程而遇到的人物。

## 特色
- 本系列陀螺主要代表幻想。因為以神話、宗教和傳説爲題，大致分為攻擊環、金屬輪盤和軸心底盤三部分[2]。
- 本系列所有人物的陀螺的名字的第一個字母對應於他們名字的第一個字母，除黑夜伯爵。[3]
- 本系列的陀螺受到强烈攻擊時，會令其輪盤鎖鬆動。導致爆開而Burst Finish。不過，陀螺被撞散後，攻擊環、金屬輪盤及軸心底盤也會完整無缺。[4]
- 本系列的日本陀螺戰士的姓氏含有顔色和屬性來代表各自的陀螺顔色，例如蒼井霸斗、白鷺城類、赤刃勇格、水面直樹、雪吹右京、黃山亂太郎（次郎）等等
- 本作每季最强的幾位陀螺戰士皆有統稱，如四轉王、Big Five、Z4、GT3、傳奇的陀螺戰士。
- 由第三季開始，主角及部份對手角色的戰鬥陀螺在故事中後段皆有進化。因此由第三世代的陀螺系統開始，產生出同一系列但有著兩種變化的特點。

## 登場人物
如有其他地區的翻譯用字，可以添加在原有內容的後方並加以標示，請勿惡意刪改和破壞原文。

### 主要人物

#### 第一季／常設
苍井跃/蒼井霸斗（Aoi Valt）
傳說陀螺手之一，第3季(超z)世界冠軍(動畫版)/傳說陀螺手排行第一位(漫畫版)
配音：井上麻里奈（日本）；鄧港文、何璐怡（童年）（香港）；李明幸（第一季～第五季／台灣東森幼幼台和Netflix）→楊慧玉（第六季）（台灣東森幼幼台）
使用的戰鬥陀螺(香港譯名/台灣譯名)：戰鬥武神.W.A (漫畫版) → 勝利武神.B.V（第一季）→ 天帝武神.6V.Rb → 天擊武神.6V.Ul（第二季）→ 不敗武神.12.Vl → 超Z武神.Z.Ev（第三季）→ 斬擊武神.Bl.Pw 烈（第四季）→ 勇者武神.Ev' 2A（第五季、第六季）→ 救世武神.Sh-7（第六季）→ 終極武神.Lg.V'-9（第六季）（女武神）
絕招：急衝射擊，閃光射擊，真閃光射擊，真閃電衝刺攻擊，音速攻擊，真音速攻擊，彈跳音速攻擊，爆走射擊，暗黑爆走射擊（第一季），爆走射擊，跳躍攻擊，究極跳躍攻擊，躍噴射擊，究極躍噴射擊，急衝射擊，究極閃光射擊，天帝斬擊，天帝再動，究極天帝再動（第二季），急衝射擊，勝利斬擊，勝利閃光射擊，勝利噴射射擊，超武神斬擊，超噴射射擊，超閃光射擊，超絕覺醒（第三季），黃金渦輪，勝利斬擊（第四季），急衝射擊，勇者劍擊，勇者閃擊（第五季），界限救世，救世斬擊，真救世斬擊，神射昇擊（救世），終極斬擊 V，終極閃擊 V 急速射擊 終極射擊V 終極俯衝（終極）（第六季）
第一季第1話登場，第一季及第二季（神）的主角，使用攻擊型陀螺。喜歡戰鬥陀螺。有被舉起的藍髮和左眼下有紅標記為特征，善於交際、友好也對任何人也是充滿笑容。雖然仍保留一些笨拙，但多次的對戰在成長中變得成熟和認真。和紅愁及灼炎寺凱薩是幼稚園的好朋友。在全國大賽的決賽中與白鷺的對決期間，因為勝利武神走進陀螺盤上自己造成的裂縫而自動擊爆時落敗。
第二季（神）與黃山亂太郎加入西班牙陀螺會BC太陽神並在陀螺技師梭羅的幫忙下成功開發出神代陀螺天帝武神（翔翼戰神）。在第36話得知「Red Eye」的真實身份是紅愁後感到非常震驚，完全不明白為何紅愁的作法。被獲選成為神級陀螺手盃A組的六名陀螺戰士之一。在神級陀螺手盃A組的第三輪對決之前從梭羅得到天帝芯片從而提升陀螺的攻擊力（因為裝上天帝芯片會固定陀螺的回彈攻擊環，所以無法使用跳躍攻擊），因此將自己的陀螺亦改名為天擊武神，在第三輪對決中以新的絕招天帝斬擊成功打敗來自毒蛇深淵的諾文。在第四輪對決被紅愁給破壞天擊武神的軸心底盤，後來在梭羅的幫忙下成功開發出終極再動軸心底盤。於神級陀螺戰士盃決勝錦標賽的準決賽中對上費利，但費利的右手在比賽期間因為之前的過度練習受傷而選擇退賽，令霸斗得以落後的比數勝出對決。在第51話的神級陀螺手盃最後決賽中出盡全力和紅愁決戰，雙方打得難分難解。終於在第十八局以擊爆勝利打敗紅愁的鎮魂巨神，但天擊武神後來也擊爆了。最終霸斗以4-2打敗紅愁成為世界冠軍，紅愁也被霸斗打動了，令其回歸正途，不再執意追求勝利。
第三季（超Z）為了可以將自己的陀螺進化到超Z陀螺和為了變強而遇上赤刃一家，並在勇格的父親、梭羅的徒弟赤刃泰格的幫忙下成功開發出超絕陀螺不敗武神，而且間接令到勇格立志成為陀螺手。他認為勇格與陀螺產生的共鳴是要比任何人都更強烈。後來在第28話巡航戰艦大賽後的世界冠軍錦標賽被墮落黑暗的勇格打敗，導致不敗武神被破壞。後來於第31話在泰格的幫助下重製陀螺創出新的超Z陀螺ㄧ超Z武神。在費利的幫忙下熟練新製的陀螺之後決定到死亡兇城拯救他卻失敗。在第37話的世界冠軍錦標賽使用新製的超Z武神成功打敗赫斯再次成為世界冠軍。在第51話的WBBA世界冠軍錦標賽中與已回歸正途勇格進行對戰，並被勇格打敗，使其成為新的世界冠軍。
第四季（GT）成為陀螺界的傳奇，在BC太陽神教授武和茜迪特的戰鬥陀螺。
第五季（超王）成為世界最強的S級傳奇陀螺手之一（在漫畫版本中在傳奇陀螺戰士的排名為第一）受到朝日兄弟的挑戰。第31話的傳奇節最終決賽被蓮打敗。第37話中邀請亂太郎組隊參加「傳奇超級錦標賽」，在第50話的準決賽和黃山亂太郎敗給朝日兄弟。
第六季（DB）第1話再次登場，在第7話使用超王陀螺勇者武神挑戰貝爾並成功打敗他，後來在第8話被貝爾打敗。在第13話成功開發出DB陀螺救世武神，並在第14話成功打敗貝爾。在第16話成功打敗拉沙德和在第17話連續兩場對戰戰勝翠龍巴沙拿和亂藏・黃山，後來在第18話被貝爾打敗，後於第37話被拉沙德給擊敗讓救世武神被破壞，並於第38話創出終極武神。並於第51話再次成功打敗拉沙德。
於第七季(QS)1話中再次登場，在當中和不少回歸角色對戰，於10話打敗灼炎寺帝，13話中在雙人組隊中和亂藏組隊打敗朝日兄弟，14話與赤刃勇格打得難分難解，並於17話敗於紅愁，於第21話被帕克斯打敗
陀螺社：米駒學園爆旋陀螺社（第一季）→ BC太陽神（第二季 → 第六季）
紅愁/红修（Kurenai Shu）
傳說陀螺手之一(動畫版)/傳說陀螺手排行第二位(漫畫版)
配音：榎木淳彌（日本）；李震權 （第一季至DB第20集）→ 陳灝瑋（DB第37集起）、凌晞（童年）（香港）；鍾少庭（台灣東森幼幼台）／何志威（台灣Netflix）
使用的戰鬥陀螺：守護巨神.S.F (漫畫版) → 暴風巨神.K.U（第一季）→ 傳說巨神.7.Mr（雙迴轉 / 第二季）→ 鎮魂巨神.0.Zt（雙迴轉 / 第二季）→ 超Z巨神.0W.Zt'（雙迴轉 / 第三季）→ 世界巨神.U' 2B（雙迴轉 / 第五季）→ 星際巨神.Ov.Qt-0（雙迴轉 / 第六季)→擊爆/爆裂巨神.S'.F'-8(Bu)(守寶妖精）
絕招：反擊破裂，真反擊破裂，超反擊破裂，上昇攻擊，真上昇攻擊，超上昇攻擊，南十字發射（第一季），上昇攻擊，反擊破裂，戰斧攻擊，鎮魂迴旋，鎮魂斬擊（第二季），超南十字射擊，超上昇攻擊，超反擊破裂，超巨神斬擊，超絕覺醒（第三季），世界迴旋，世界斬擊，反擊破裂（第五季），星際火花，星際斬擊（第六季）
第一季第1話登場，使用平衡型陀螺。四轉王之一和前全國亞軍，蒼井的好友。臉上的疤痕在故事開始前的一場全國大賽決賽中，因暴風巨神被城類的迷失聖槍擊飛而割傷造成的。於全國大賽的準決賽中，雖然在第三戰前已建立了2-1比分優勢，在第三戰中亦即將取得持久勝利晉級決賽前，暴風巨神因為超負荷而在無接觸的情況下自爆(結晶輪盤一分為二），這使得類僥倖進入全國大賽決賽。
第二季（神）第16話再次登場，從小紫的回憶中得知已簽約加入美國陀螺會紐約公牛。後期的回憶中得知曾經被費利打敗而墮落，於是為了變得更強而離開紐約公牛，加入毒蛇深淵並戴上面具捨棄自己原本的身份，自稱「Red Eye」以及反覆地說「紅愁已經不在世上」。他亦令傳說巨神加入了左迴轉功能，成為首位使用雙迴轉的平衡型陀螺和發射器的陀螺手。在第36話被城類打敗並且被揭穿自己的身份，將一切的失敗和自己的軟弱無能怪罪於身邊的人事物，被亞修拉姆要求捨棄傳說巨神而進行鎮魂計劃。其意識被鎮魂巨神給吞噬，並以破壞所有爆旋陀螺為目標，成為一個好勝又無情的人。被獲選成為神級陀螺手盃A組的六名陀螺手之一。先後於神級陀螺手盃A組的第四輪對決破壞霸斗的天擊武神的軸心底盤及在最後一輪對決破壞諾文的雙子復仇。於神級陀螺手盃決勝錦標賽的準決賽中，因在此前對在多次比賽中敗給類而深感不憤和憤怒，於是在第49話的決勝錦標賽的準決賽裡充滿仇恨的破壞惡夢聖槍打敗類。後來在第51話的神級陀螺手盃的最終決賽中敗給霸斗後清醒過來。
第三季（超Z）成為紐約公牛的新班主。觀看過勇格與赫斯的冠軍錦標賽及從徒弟墨江得知勇格墮落黑暗之後很擔心他，於是決定與富騎專程到死亡兇城尋找勇格。在第35話登場勸說勇格失敗。在第46話受到輝的挑戰，並在第47話的挑戰賽第一戰中差點擊爆死亡鳳凰，但被判為衝擊勝利。後被輝擊敗導致超Z巨神被破壞。但在48話成功修復超Z巨神並協助勇格擊敗輝。
第五季（超王）第14話再次登場，成為世界最強的S級傳奇陀螺手之一（在漫畫版本中在傳奇陀螺戰士的排名為第二）。回憶中得知邀請蓮加入紐約公牛並對他進行培育，因為沒有看穿蓮的本質而將他培養成像Red Eye般，曾試圖拯救正步入黑暗的蓮卻失敗，在第33話將蓮擊敗後更令蓮進化成更強更可怕的怪物。後來在第35話被蓮使用新製的陀螺打敗。於第37話中為了可以令蓮能夠在對戰散發出真正的閃焰而邀請蓮組隊參加「傳奇超級錦標賽」，於第51話的最終決賽和蓮敗給朝日兄弟。
第六季（DB）第19話再次登場和貝爾對戰但被打敗。於第39集霸斗對戰但被其打敗
於第七季(QS)16話登場，於17話和霸斗對戰並獲勝。
陀螺社：沒有 → 米駒學園爆旋陀螺社（第一季）→ 紐約公牛 → 毒蛇深淵（第二季）→ 紐約公牛（第三季、第五季）
黃山亂太郎 / 組長（匿稱）（Kiyama Rantaro）
傳說陀螺手之一(動畫版)/傳說陀螺手排行第十五位(漫畫版)
配音：岡林史泰（日本）；陳耀楠（香港）
使用的戰鬥陀螺：末日戰士.H.S(漫畫版)→ 始源末日.G.R（第一季）→ 烈焰末日.4C.Fl（第二季）→ 翱翔末日.Wh.R 1S（第五季)→ 旋風末日[68].Gg.Nv-6(漫畫版)（諸神的黃昏）
絕招：末日領域，真末日領域，持久發射（第一季、第二季），翱翔龍捲風，馬赫龍捲風（個人技），雙重龍捲風（合體技）（第五季）
第一季第1話登場，使用持久型陀螺。蒼井霸斗的好朋友，充滿男子氣概的陀螺手。父親是一位刑警，與弟弟亂次郎皆有金髮和含着棒棒糖的特色，而且樣子亦十分相似，口頭禪亦和弟弟一樣（讓我把你的陀螺打得變成廢鐵吧）。
第二季（神）與蒼井加入西班牙陀螺會BC太陽神。在第36話得知「Red Eye」的真實身份是紅愁後感到非常震驚，完全不明白為何紅愁要戴上面具並自稱自己是「Red Eye」的理由。
第五季（超王）第1話再次登場成為世界最強的S級傳奇陀螺手之一（在漫畫版本中在傳奇陀螺戰士的排名為第十五）。第37話中接受蒼井的邀請組隊參加「傳奇超級錦標賽」，第50話的準決賽和霸斗敗給朝日兄弟。
於第七季(QS)26話中有短暫登場。
陀螺社：米駒學園爆旋陀螺社（第一季）→ BC太陽神（第二季、第五季）
綠川犬介（Midorikawa Kensuke）
配音：代永翼（日本）；鍾見麟（香港）；蔡宇軒（台灣東森幼幼台）／林美秀（台灣Netflix）
使用的戰鬥陀螺：冥界魔犬.C.D(漫畫版) → 凱撒魔犬.L.P(第一季) → 守衛魔犬.H.R(漫畫版)→ GT三頭犬(美版) → 禁鏈魔犬.Fr.Yr'-6(BU)（地狱三头犬）
絕招：連鎖攻擊
第一季第2話登場，使用防禦型陀螺。擅長腹语术的陀螺手，使用套在雙手的犬人偶來表達他粗暴直言或温柔友善的个性，沒人知他想什麼。
第二季（神）第27話再度登場。於第51話為霸斗的最後決賽援聲打氣。
於第七季(QS)6話中回歸，並於26話(最終話)中有短暫登場。
陀螺社：米駒學園爆旋陀螺社 → 野獸隊（第一季）
黑神大男（台譯“黑神達男”）（Kurogami Daina / Kurogami Daigo）
傳說陀螺手排行第十四位(漫畫版)
配音：高垣彩陽（日本）；張裕東（香港）；曾莉婷（台灣東森幼幼台）／陳貞伃（台灣Netflix）
使用的戰鬥陀螺：暗之死神.O.A(漫畫版) → 幽闇死神.F.J（第一季）→ 殺戮死神.2V.Hn（第二季）→ 虛無死神.12A.HA'.4A（漫畫版）（死神）
絕招：水平發射，狩獵射擊，雙重斬擊，全力反擊
第一季第3話登場，使用攻擊型陀螺。戴着不同骷髅飾物的陀螺戰士，創太的哥哥，有時候被稱為“死神”，曾對於未能達到別人期望有一些不安而被心魔支配着，亦曾經為了勝出對戰而不擇手段來獲勝，後來改過自新。
第二季（神）第12話再次登場，得知已加入法國陀螺會巴黎陀螺戰士並擔任隊長。
於第七季(QS)26話中有短暫登場。
陀螺社：米駒學園爆旋陀螺社（第一季）→ 巴黎陀螺手（第二季）
小紫協屋（Murasaki Wakiya）
傳說陀螺手之一(動畫版)/傳說陀螺手排行第十三位(漫畫版)
配音：小林優（日本）；黃積權（香港）；翁瑞陽（台灣東森幼幼台）／張乃文（第一季）→ 楊詩穎（第二季）（台灣Netflix）
使用的戰鬥陀螺：遠古翼龍.A.M (漫畫版) → 狂野翼龍.V.O（第一季）→ 龍捲飛龍.4G.At（第二季）→ 噴射飛龍.Ar.Js 1D（第五季）（飛龍）
絕招：龍盾射擊，龍盾破壞，超級龍盾破壞（第一季），颶風護盾，超級颶風攻擊（第二季），噴射護盾（第五季）
第一季第3話登場，使用防禦型陀螺。跋扈的富家子弟，起初不接受由霸斗擔任米駒學園爆旋陀螺社的隊長，十分霸道。福吉的好友，於第28話首次透露有畏高症。
第二季（神）第3話再次登場成為皇家辛巴達的班主兼隊長。於第16話向霸斗和黃山帶來紅愁離開紐約公牛並且下落不明的消息。在第35話調查到白鷺城類透過拍攝影片並發放在BeyTube向當時為「Red Eye」的紅愁下挑戰書（當時不知道「Red Eye」的真實身份是紅愁）。在第36話得知「Red Eye」的真實身份是紅愁後感到很震驚。
第五季（超王）第36話再次登場以小紫財團少爺的身份協助WBBA舉辦「傳奇超級錦標賽」並以專員的身份親自宣布賽事。（在漫畫版本中在傳奇陀螺戰士的排名為第十三的同時成為WBBA的新會長。）
第六季（DB）第17話再次登場。
於第七季(Quadstrike)11話登場
陀螺社：沒有 → 米駒學園爆旋陀螺社（第一季）→ 皇家辛巴達（第二季）
灼炎寺帝/ 沙加（匿稱）（Xhakuenji Kaiza / Shakadera Alexander / Shakadera Xander / Xhaka）
傳說陀螺手之一(動畫版)/傳說陀螺手排行第十(漫畫版)
配音：小山力也、知桐京子（童年）（日本）；李鎮然、伍秀霞（童年）（香港）；林谷珍（台灣東森幼幼台）／梁興昌（台灣Netflix）
使用的戰鬥陀螺：黃金聖劍.F.X(漫畫版) → 異界聖劍.M.I（第一季）→ 凱旋聖劍.1.Ir（第二季、第三季）→鋼突聖劍.Xn.Sw'-1(Bu)（王者之剑）
絕招：極一衝擊，雙重衝擊，三重衝擊，五重衝擊（使用破壞聖劍.1'D.Sw時）
第一季第14話登場，使用攻擊型陀螺和聖劍拉條發射器。實力强大的陀螺戰士。第二個登場的四轉王。長得非常高大，样子嚇人且有高强破壞力，但是个容易快樂的善良豪爽人物，是蒼井霸斗和紅愁兒時玩伴兼好友。
第二季（神）第25話再次登場，是世界排名第五的Big Five，外號「破壞之霸王」，順利通過百人陀螺對戰的入會試加入巴西陀螺會巴西里奧斯。被獲選成為神級陀螺手盃B組的六名陀螺戰士之一。
第三季（超Z）第27話再次登場，在第17話的回憶得知已成為波格王子的師傅。在第27話答應勇格的請求進行訓練，幫助他為世界冠軍錦標賽做好準備。
於第七季(Quadstrike)第8話登場，和貝魯、亂藏等人對決，於第10話敗於霸斗，並於26話(最終話)中有短暫登場。
陀螺社：劍炎隊（第一季）→ 巴西里奧斯（第二季）→ 沒有（第三季）
白鷺城類（台譯“白鷺城琉”）（Shirasagijo Lui / Shirosagi Lui）
傳說陀螺手之一(動畫版)/傳說陀螺手排行第五位(漫畫版)
配音：朴璐美（日本）；李安邦（香港）；曾莉婷（台灣東森幼幼台）／林美秀（台灣Netflix）
使用的戰鬥陀螺：迷失聖槍.N.Sp（左迴轉 / 第一季）→ 惡夢聖槍.Ds（左迴轉 / 第二季）→ 血腥聖槍.13.Jl（左迴轉 / 第三季）→ 狂怒聖槍.Ds' 3A（左迴轉 / 第五季、第六季）→ 罪惡聖槍.Kr.MDs-2（左迴轉 / 第六季）（聖槍）
絕招：死亡螺旋（第一季），惡夢發射，金屬龍撞擊（第二季），龍之咆哮，血雨（第三季），狂怒昇擊（第五季、第六季），罪惡昇擊，罪惡重擊（第六季）
第一季第32話登場，第一季的最終反派，使用左迴轉的攻擊型陀螺。為最強的四轉王，外號「白色暴君」的世界最強陀螺手之一，曾經是接近反派的絕對王者，只會與值得對戰的陀螺手對戰。原先看不起霸斗，後來逐漸承認霸斗是自己最有價值的對手，認真的時候火焰般的頭髮會動。於全國大賽的準決賽中打敗紅愁並破壞他早已損毀的暴風巨神。於全國大賽的決賽中因為霸斗的勝利武神走進陀螺盤上的裂縫而自動擊爆結果成為全國冠軍。
第二季（神）第34話再次登場，在第二季裏是世界排名第二的Big Five，開發神代陀螺惡夢聖槍（攻擊環和輪盤結合為一）。在第35話被小紫協屋調查到透過拍攝影片並發放在BeyTube向當時為「Red Eye」的紅愁下挑戰書（當時城類都不知道「Red Eye」的真實身份是紅愁），於第36話打敗紅愁透過擊爆勝利打破面具，揭穿「Red Eye」的真實身份是紅愁。在第37話中透過前BC太陽神陀螺技師卓德在暗中拍攝的錄影得知，於第七次對決中終於以擊爆勝利打敗費利，令BC太陽神的所有成員都大吃一驚。被獲選成為神級陀螺手盃B組的六名陀螺戰士之一。在神級陀螺戰士盃接連擊敗包括Big Five在內的約書亞、孫路偉、凱薩等強敵，於第46、47話神級陀螺手盃的B組最後一輪對決中再次對上宿敵 - 世界排名第一的Big Five費利，最後被費利以擊爆勝利打敗。其後於決勝錦標賽的準決賽中被充滿仇恨的紅愁破壞惡夢聖槍而戰敗。
第三季（超Z）第5話登場，並在世界冠軍錦標賽挑戰霸斗，但因為自己與霸斗的力量強大而在對戰期間令對戰盤遭到破壞，最終被宣判與霸斗的比賽無效。在第15話被勇格打敗。
第五季（超王）第12話再次登場，成為世界最強的傳奇陀螺戰士之一（在漫畫版本中在傳奇陀螺戰士的排名為第五）。在第15話被蓮打敗。第37話中邀請武組隊參加「傳奇超級錦標賽」。
第六季（DB）第1話再次登場，在第2話使用超王陀螺狂怒聖槍挑戰貝爾卻被打敗。
於第七季(QS)26話中有短暫登場。
陀螺社：Ride Out隊 / 登峰造極隊（第一季）→ 沒有（第二季、第三季、第五季）

#### 第二季（神）
費利・迪拉賀亞（台譯“弗利・迪萊亞”）（Free De La Hoya）
世界排名第一(第二季)，傳說陀螺手之一(動畫版)/傳說陀螺手排行第四位(漫畫版)
配音：白石涼子（日本）；林丹鳳（香港）；鍾少庭（台灣）
使用的戰鬥陀螺：凱撒魔犬.V.O（右回轉 / 第二季）→ 吸血魔龍.8.Nt（左迴轉 / 第二季）→ 亡靈魔龍.8'P.Ab（左迴轉 / 第三季）→ 幻象魔龍.Nt 2S(台譯"幻影魔龍")（左迴轉 / 第五季）→ 滅世魔龍.Tp.Kc-3 (台譯"滅影魔龍")（左迴轉 / 第六季）（魔龍）
絕招：吸血迴旋，虛無破裂（第二季），亡靈迴旋，亡靈利爪，亡靈反擊，吸收破裂（第三季），幻象爪擊，虛無破裂（第五季），龍踢反擊，滅世反擊（第六季）
第二季（神）第2話登場，使用左迴轉的持久型陀螺。曾經以壓倒性的力量站在世界之巅。在第二季裏是世界排名第一的Big Five和BC太陽神完美的王牌。與BC太陽神的班主姫絲汀娜是青梅竹馬的關係，與霸斗是競爭對手亦是隊友。因為很早就察覺出BC太陽神過份依賴自身的力量導致同伴不能充份成長發展，所以無奈下只好退出心愛的BC太陽神，接受紐約公牛的班主亞基頓的挖角加入紐約公牛。在世界陀螺會大賽中樂見過去BC太陽神同伴的成長。但在決賽中對約書亞高傲的自尊心感到不滿繼而退出紐約公牛重返BC太陽神。重返西班牙前曾經因聽說城類打敗當時為「Red Eye」的紅愁而造訪他。在第37話中透過前BC太陽神陀螺技師卓德在暗中拍攝的錄影得知，於第七次對決中被城類以擊爆勝利打敗令BC太陽神的所有成員都大吃一驚。之後被獲選成為神級陀螺手盃B組的六名陀螺戰士之一。於神級陀螺手盃中接連擊敗包括Big Five在內的約書亞、孫路偉、凱薩等強敵。在第43話中面對約書亞的爆裂護靈在戰術上和屬性上的剋制選擇以心理戰取勝。在第46、47話的神級陀螺手盃B組最後一輪對決中再次對上城類，最後以擊爆勝利打敗城類。因為在比賽期間多番進行超越肉體極限的超高強度練習早以不勝負荷。第50話在神級陀螺手盃決勝錦標賽的準決賽中聽從BC太陽神班主姬絲汀娜的勸告，以領先的比數退出與霸斗的比賽治好受傷的右臂。
第三季（超Z）第25話再次登場，從梭羅的回憶得知在一次修行完結後便找梭羅，希望梭羅可以幫忙將神代陀螺吸血魔龍進化成超絕陀螺，在梭羅的幫忙成功開發出超絕陀螺亡靈魔龍。與勇格對戰期間察覺勇格與Z勇士的共嗚達到很危險的地步，因此決定要趁情況惡化前打敗勇格。第43話受到輝挑戰，並在挑戰賽中被輝擊敗促使亡靈魔龍被破壞，之後向霸斗和基特表示自己對於輝用極端的手段是無法饒恕接著便向隊友告別再次出發前往修行。
第五季（超王）第8話再次登場，在第五季成為世界最強的傳奇陀螺戰士之一（在漫畫版本中在傳奇陀螺戰士的排名為第四）。第37話中接受斯高的邀請組隊參加「傳奇超級錦標賽」。
第六季（DB）第1話再次登場，第9話接受亂藏的挑戰並且取得勝利。第10話和第12話接受貝爾的挑戰同樣取得擊爆勝利。
第七季(QS)26話中有短暫登場
陀螺社：BC太陽神 → 紐約公牛（第二季）→ BC太陽神（第二季、第三季、第五季、第六季）
斯高・加雷（台譯“西斯科・卡拉爾”）（Sisco Karlisle / Silas Karlisle）
傳說陀螺手之一(動畫版)/傳說陀螺手排行第十一位(漫畫版)
配音：寺島拓篤（日本）；關令翹（香港）；林谷珍（台灣）
使用的戰鬥陀螺：圓環撒旦.2G.Lp（第二季、第三季）→ 魔咒撒旦.Hr.Un 1D（第五季）（撒旦）
絕招：滾軸飄移，滾軸防守，旋風迴環（第二季），滾軸防守，萬象飄移，三重纏繞（第五季）
第二季（神）第1話登場，使用防禦型陀螺。宛如狼的攻擊性格，為人目中無人的陀螺手，生氣時脾氣暴躁。對自己很有自信。擁有高超的分析能力，擅長用分析來制定作戰計劃，在世界內被稱為強大亦被稱為「天才」的陀螺戰士。原為皇家辛巴達的陀螺戰士，因為與小紫的爭吵及對他高傲的自尊心感到不滿因此決定退出皇家辛巴達。為了可以打敗費利而加入BC太陽神。費利轉會到紐約公牛後，因為對BC太陽神感到沒趣而一度暫時離開。但造訪多個陀螺會後發現自己始終都是心繫BC太陽神於是決定重新回歸。之後被獲選成為神級陀螺手盃B組的六名陀螺戰士之一。
第三季（超Z）第13話一度登場，當時已經離開BC太陽神然後在世界冠軍錦標賽裏挑戰霸斗但挑戰失敗。
第五季（超王）第1話再次登場，成為世界最強的傳奇陀螺戰士之一。第37話中邀請費利組隊參加「傳奇超級錦標賽」。
陀螺社：皇家辛巴達（第二季）→ BC太陽神（第二季、第五季）
富沙・阿克曼（台譯“庫薩・阿克曼”）（Cuza Ackermann）
配音：竹內順子（日本）；雷碧娜（香港）；楊慧玉（台灣）
使用的戰鬥陀螺：幻變時神.6M.T（柯羅諾斯）
絕招：翻騰俯衝，滑落射擊，緊縛深潛，重力發射，月光躍潛
第二季（神）第8話登場。使用平衡型陀螺，能切換超攻擊模式或超持久模式。是雜技高手，飼養鸚鵡當寵物。原為德國陀螺會高峰絕壁的陀螺戰士，之後在第20話轉會加入BC太陽神。曾經害怕加里奧後來克服自己的恐懼。被獲選成為神級陀螺手盃A組的六名陀螺戰士之一。
於第七季(QS)26話中和加里奥登場。
陀螺社：高峰絕壁 → BC太陽神

#### 第三季（超Z）
赤刃勇格（台譯“赤刃艾卡 ”）（Akaba Aiga）
現任世界冠軍，傳說陀螺手之一(動畫版)/傳說陀螺手排行第三位(漫畫版)
配音：池田朋子（日本）；陳琴雲（香港）；楊慧玉（台灣）
使用的戰鬥陀螺：Z勇士.11.Xt（一度墮落）→ Z勇士.11.Xt＋ → 超Z勇士.00.Dm（第三季）→ 團結勇士.Cn.Xt+ 烈（第四季）→ 無限勇士.Dm' 1B（第五季）→狂熱勇士.IL.Qt'-4(BU)（阿基里斯）
絕招：超絕攻擊，超絕破壞炮，超絕防禦，超絕潛行，超絕斬擊，超絕Z斬擊，超絕重劍，超絕護盾，超絕昇擊，超絕覺醒（第三季），團結射擊，團結防禦，團結潛行，團結護盾，黃金渦輪第四季），無盡攻擊，無盡劍擊 / 無盡破壞炮，無盡防禦（使用部件無盡神盾時）（第五季）
第三季（超Z）第1話登場，第三季（超Z）的主角，外號「紅色新星」，實力強大的熱血陀螺手，身手敏捷。使用平衡型陀螺，能切換攻擊、防禦、持久這三種模式。在北海道的豐富大自然中長大。因為霸斗的拜訪而成為陀螺戰士並且自己成功開發出超絕陀螺Z勇士，陀螺的底盤更是父親赤刃泰格與梭羅共同開發的，目標是想成為世界上超絕最強無敵的陀螺手。曾經過分依賴共鳴而認為自己超絕無敵，因害怕被輝給破壞陀螺而接受黑暗。在第25話與費利的對戰期間開始墮落黑暗，産生不想被打敗就先破壞對方的心態，性格亦因此變得異常凶狠固执、驕傲好勝，同時亦受輝的雙胞胎弟弟赫斯的影響，產生以為只要感受到陀螺的碰撞就是與陀螺產生的共鳴的想法。在第28話巡航戰艦大賽後的世界冠軍錦標賽以墮落黑暗的狀態打敗前世界冠军成為新的世界冠軍。後來在第30話受到赫斯的挑戰，並且在世界冠軍錦標賽以四比零被赫斯狠狠地以壓倒性的力量打敗失去世界冠軍的頭銜。比賽後接受赫斯的邀請到死亡兇城磨練，期间产生暗黑共鸣。在第35話不聽從紅愁的勸告堅持自己的想法。在第36話再次與赫斯對戰結果又被打敗。在第37話令Z勇士意外地被輝給破壞。在第38話醒悟是自己沒有真心傾聽Z勇士的想法就強行支配Z勇士，結果導致Z勇士被破壞。後來在紅愁幫忙下收復重建開發出新的超絕陀螺超Z勇士。在第44話至第45話為了可以打敗輝而決定出發前往世界各地進行訓練，在第50話出盡全力成功打敗輝，在第51話的WBBA世界冠軍錦標賽中成功打敗霸斗成為新的世界冠軍。
第四季（GT）前期以世界冠軍的身份在第22話再次登場。
第五季（超王）第20話再次登場，成為世界最強的傳奇陀螺戰士之一。在第28話的傳奇節決勝淘汰賽被蓮打敗。第37話中邀請黃山組隊參加「傳奇超級錦標賽」。
於第七季(QS)第14話以世界冠軍身份登場，以壓倒性實力一次打敗貝爾及普里二人，於20話冠軍頭銜賽中和貝爾對戰，再次展現強大實力以4:0打敗貝爾，確保了世界冠軍的地位。
墨江富騎（Sumie Fubuki）
配音：安田陸矢（日本）；張方正、劉惠雲（童年）（香港）；翁瑞陽（台灣）
使用的戰鬥陀螺：帝皇鮫鯊.0.Yr（魔鮫）（第三季）
絕招：帝皇防禦，帝皇飄移，真・帝皇飄移，帝皇撞擊（第三季）
第二季（神）第51話登場，向紅愁提出與他對戰的請求。
第三季（超Z）第2話再次登場，使用防禦型陀螺。當時已成為超Z世代的陀螺戰士並擔任米駒學園爆旋陀螺社的隊長。在聖槍盃的準決賽被蘇芳打敗，準決賽落敗後決定前往美國加入紐約公牛成為紅愁的徒弟。曾經認為要超越自己的極限才可以進步，但當再次遇見紅愁後便改變自己的想法。回憶中得知是受到紅愁的鼓勵而決定參加巡航戰艦大賽，後來在巡航戰艦大賽中再次對上蘇芳，並使用新絕招帝皇撞擊把他打敗，在第26話的巡航戰艦大賽最終決賽再次對上勇格並且被打敗，落敗後察覺到勇格與Z勇士之間的共鳴有異常，勇格從蒼井霸斗奪到世界冠軍之後囑咐黃山要好好看住他。
於第七季(QS)26話中有短暫登場。
陀螺社：沒有（第二季）→ 米駒學園爆旋陀螺社 → 紐約公牛（第三季）
黃山亂次郎 / 總長（匿稱）（Kiyama Ranjiro）
配音：岡林史泰（日本）；陳耀楠（香港）；林谷珍（台灣東森幼幼台）／梁興昌（台灣Netflix）
使用的戰鬥陀螺：始源末日.G.R→ 衝擊末日.11R.Wd（第三季)→ 翱翔末日.Wh.R 1S（第五季）→ 旋風末日[68].Gg.Nv-6
絕招：末日颱風，颱風反擊，末日暴風（第三季），翱翔龍捲風，超級龍捲風，超極龍捲風（個人技），雙重龍捲風（合體技）（第五季）
第三季（超Z）第2話登場，亂太郎之弟，統領亂陀螺組和哥哥亂太郎皆有金髮和含着棒棒糖的特色。與哥哥亂太郎一樣都使用持久型陀螺，口頭禪也跟哥哥一樣 (讓我把你的陀螺打得變成廢鐵吧)。
第五季（超王）第3話再次登場，第20話挑戰蓮，多次被打敗之餘陀螺還被破壞，右手臂在對戰期間受傷，因此不能參加傳奇節。後來在第37話得知已經修復陀螺及治療好受傷的手臂，接受勇格的邀請組隊參加「傳奇超級錦標賽」。
於第七季(QS)26話中有短暫登場。
陀螺社：亂陀螺組（第三季）
御朱印蘇芳（台譯“御朱印蘇”）（Goshuin Suoh）
配音：立花慎之介（日本）；李致林、黃昕瑜（童年）（香港）；鍾少庭（台灣）
使用的戰鬥陀螺：地獄蠑螈.12.Op→ GT火蜥蜴(美版)（火蠑螈）
絕招：火焰旋風逆鱗擊，亂劍獄落，烈火紅蓮地獄
第三季（超Z）第2話登場，使用左迴轉的平衡型陀螺。新一代陀螺手，米駒學園爆旋陀螺社的副隊長。雙重人格，景仰和敬重城類並以超越他為目標，回憶中得知小時候曾經與城類對戰（城類當時是使用神代陀螺惡夢聖槍與小時候的蘇芳對戰）。平時右臉被頭髮遮住並带着微笑且溫柔知性，但會在對戰時顯露他右眼和嚣張而且有攻擊性的人格。在聖槍盃的決勝錦標賽中的準決賽將富騎打敗之後曾經一度離棄他，隨後在第14話的聖槍盃總決賽被勇格打敗無緣與城類對戰。在巡航戰艦大賽的三人陀螺對戰中分別以擊爆勝利和持久勝利成功打敗勇格和羿，後來在巡航戰艦大賽再次對上富騎，因為過於自信而被打敗。觀看過勇格和赫斯的世界冠軍錦標賽後單獨前來挑戰，被勇格以擊爆勝利打敗，但與富騎一樣察覺到勇格很不對勁。最後與富騎修補友誼。
於第七季(QS)26話中有短暫登場。
陀螺社：米駒學園爆旋陀螺社
王后羿（台譯“歐瓦荷伊”）（Ou Houi）
配音：早志勇紀（日本）；鄧志堅（香港）；蔡宇軒（台灣）
使用的戰鬥陀螺：天弓力士.13.Et （海格力斯）
絕招：無盡迴旋，天弓突擊
第三季（超Z）第8話登場，使用持久型陀螺。參加聖槍盃並以第一名通過預選的韓國弓箭手，新世代的陀螺戰士。有敏銳的集中力和準繩度。在腰部和左肩上穿着深黃色的盔甲。
於第10話首次透露害怕蛇，笑和害怕的樣子是一樣的。
於第七季(QS)26話中有短暫登場。

#### 第四季（GT）
虹龍武（Kyoryu Drum / Kyoryu Dante）
傳說陀螺手之一(動畫版)/傳說陀螺手排行第六位(漫畫版)
配音：潘惠美（日本）；袁淑珍（香港）；曾莉婷（台灣）
使用的戰鬥陀螺：空翔騎士V.Vl → 王牌龍神.St.Ch 斬（攻擊）/ 格蘭龍神.St.Ch 斬（持久）/ 岩守龍神.St.Ch 斬（防禦）→ 帝王龍神.Ig' → 盟主龍神.Ig'（最終戰暫時借用）（第四季）→ 暴風龍神.Cm 1A（第五季）→格林神龍.Kr.Cm'-10(BU)（西方龍）
絕招：神龍射擊，黃金渦輪，躍動突刺（皇牌），格蘭重擊（格蘭），岩守衝擊（岩守），點燃加速，反彈之翼，彩虹渦輪，終極毀壞（帝王）（第四季），雙重界限，界限翼撃，暴風破裂，狂怒暴風（合體技）（第五季）
第四季（GT）第1話登場，第四季（GT）的主角。使用攻擊型陀螺。在超然世界有明亮本性，緊張時樣子嚇人，性格優良，正義感强。在BC太陽神被霸斗教授戰鬥陀螺，為了追求光之陀螺而退出BC太陽神來到日本，令戰鬥陀螺界帶來旋風並進化和加強陀螺的力量。在第52話的團體賽中打敗格温成為冠軍。
第五季（超王）第18話再次登場，成為世界最強的傳奇陀螺戰士之一。於第37話中接受城類的邀請組隊參加「傳奇超級錦標賽」。
於第七季(QS)3話登場。
陀螺社：BC太陽神（退出）→ 勝利行者（第四季）
草葉天音（Kusaba Amane）
配音：阿部敦（日本）；李凱傑（香港）；翁瑞陽（台灣）
使用的戰鬥陀螺：戰神阿修羅.Hr.Kp 天（阿修羅）
絕招：戰神防禦，龍捲風防禦，永續反擊，雙重戰神防禦，黃金渦旋
第四季（GT）第1話登場，勝利行者的陀螺戰士。有一個弟弟，與弟弟都使用防禦型陀螺。有着分析陀螺時戴眼鏡、對戰時会在陀螺對战时帶頭巾並轉為野獸獰猛性格的特性。
於第七季(QS)26話中有短暫登場。
陀螺社：勝利行者
茜迪特（台譯“茜德塔”）（Akane Delta）
傳說陀螺手排行第九位(漫畫版)
配音：小野賢章（日本）；陳灝瑋（香港)；鍾少庭（台灣）
使用的戰鬥陀螺：地獄蠑螈.0.U → 毒液惡龍.Vn.Bl（右）/ 滅絕惡龍.Vn.Bl（左）→ 盟主惡龍.Gn（雙迴轉）（第四季）→ 死亡惡龍.4T.Mr' 1D（右） / 深淵惡龍4T.Mr' 1D（左）（惡魔）
絕招：雙重魅影，子彈攻擊，閃光攻擊，子彈衝擊，子彈大炮，閃光十字，黃金渦輪（毒液）/（滅絕），盟主射擊，盟主升擊，盟主粉碎（盟主），死亡昇擊，深淵粉碎（漫畫版）
第四季（GT）第1話登場，最強的GT3兼霸斗的後輩，使用雙迴轉的平衡型陀螺。經常皺眉的內向人物。為人冷酷，輕視對手。跟陀螺有共鳴并曾被其化身為增強自己而操控着，對戰時會變得兇狠和好勝並且認為自己是最強。當自己的陀螺被亞瑟給粉碎之後變得絕望，後來重返BC太陽神並在霸斗的幫助下重製戰鬥陀螺，性格亦因而變好。
於第七季(QS)26話中有短暫登場。
陀螺社：BC太陽神（退出）→  勝利行者
金道文也（台譯“金道富美”）（Kindo Fumiya）
配音：花江夏樹（日本）；張預東（香港）；鍾少庭（台灣）
使用的戰鬥陀螺: 魔法魔龍.Rt.Rs 閃(台譯"巫師魔龍")（魔龍）
絕招：魔法迴旋，魔法噴擊，棘輪吸收，棘輪格檔
第四季（GT）第3話登場，使用左迴轉的持久型陀螺。而其妹妹則使用平衡型陀螺。討厭勝利行者的陀螺戰士，为人冷嘲热讽、自信而戲劇性，情緒激動時對妹妹激進而嚴厲。
於第七季(QS)26話中有短暫登場。
陀螺社：星火惡魔隊

#### 第五季（超王）
朝日日向（Asahi Hyuga）
配音：藤原夏海（日本）；黃昕瑜（香港）；林慕青（台灣）
使用的戰鬥陀螺：超級太陽神.Xc 1A→ 燃燒太陽神.超.Xc'+X（超王）→超.太陽神MR.Tp.Xp-2（BU）（海柏利昂）
絕招：雙子突擊，雙子極限突破（合體技），超級突擊，超越反擊（超級），極限突破・燃燒，燃燒突擊（燃燒）
第五季（超王）第1話登場，光的弟弟，第五季（超王）的雙主角之一，使用攻擊型陀螺。亂太郎的徒弟。有衝動而不服輸的性格。一旦陷入恐慌或興奮起来就會和武一樣臉红。觀看霸斗舉辦的傳奇對戰比賽後向他下戰書，並揚言要挑戰世界所有傳奇而展開他們成長和冒險的故事。
在第29話的傳奇節決勝淘汰賽敗給霸斗。
在第30話被蓮打敗，超級太陽神被破壞。
在第31話成功修復陀螺，創出燃燒太陽神。
於第38話中與哥哥光組隊參加「傳奇超級錦標賽」。
於第50話的準決賽與哥哥光擊敗霸斗和亂太郎。
於第52話的最終決賽與哥哥光擊敗蓮和紅愁，與哥哥成為「傳奇超級錦標賽」冠軍。
在漫畫版本中在傳奇陀螺戰士的排名為第三百。
於第七季(QS)11話登場。
陀螺社：Bombers
朝日光（Asahi Hikaru）
配音：户松遥（日本）；謝潔貞（香港）；楊慧玉（台灣）
使用的陀螺：王者炎陽神.Zn 1B→ 火山炎陽神.王.Zn'+Z（超王）→王.炎陽神MR.Gg.Zl-10（BU）（希利奥斯）
絕招：雙子突擊，雙子極限突破（合體技），王者突擊，神域反擊（王者），極限突破・火山，火山界限（火山）
第五季（超王）第1話登場，日向的哥哥，第五季（超王）的雙主角之一，使用左迴轉的平衡型陀螺。亂太郎的徒弟。有機智而不服輸的性格。與斯高一樣擅常分析來制定作戰計劃。觀看霸斗舉辦的傳奇對戰比賽後向他下戰書，並揚言要挑戰世界所有的傳奇陀螺手而展開他們成長和冒險的故事。
在第30話被蓮打敗，王者炎陽神被破壞。
在第31話成功修復陀螺創出火山炎陽神。
於第38話中與弟弟日向組隊參加「傳奇超級錦標賽」。
於第50話的準決賽與弟弟日向擊敗霸斗和亂太郎。
於第52話的最終決賽與弟弟日向擊敗蓮和紅愁，與弟弟成為「傳奇超級錦標賽」冠軍。
在漫畫版本中在傳奇陀螺戰士的排名為第九十八。
於第七季(QS)11話登場。
陀螺社：Bombers
蓮・華爾哈拉（Lean Walhalla）
配音：石川界人（日本）；曹啟謙（香港）；翁瑞陽（台灣）
使用的戰鬥陀螺：創始天王星.Mb 2D （動畫版本） / 創始天王星.Wh.Mb 1D（漫畫版本）（烏拉諾斯）→ 變幻路西法.Mb 2D → 終末路西法.皇.Dr（超王）→ 鋼禦路西法.Il.BMb-10（BU）（路西法）
絕招：變幻鐵壁，變幻重壓，變幻災厄（變幻），極限突破・終末，終末鐵壁（終末）
第五季（超王）第14話登場，第五季（超王）的最終反派，使用防禦型陀螺。新一代的陀螺戰士，力量强大而且異常凶狠。非常崇尚力量，試圖通過擊敗和破壞所有傳奇陀螺戰士，展示自己是最強。當戰鬥精神的火焰燃燒時，背後會出現“黑太陽耀斑（閃焰）”。對带着的刺猬哈利也有温柔的一面。
回憶中受紅愁邀請加入紐約公牛，繼富騎後成為紅愁第二個徒弟，被紅愁察覺接近步入黑暗而被紅愁試圖拯救，先後被紅愁帶去與費利和城類的對戰結果進一步堕落黑暗。回憶中製造變幻路西法前曾經使用原初天王星打敗尚未開發幻象魔龍的費利（在第五季第8話中，費利向霸斗提及將會用新的陀螺去打敗蓮，因此推測費利當時使用的陀螺可能是修復後的亡靈魔龍）。
在第15話挑戰白鷺城類，並於第16話成功打敗類。
先後在第20話破壞亂次郎的翱翔末日及在第30話破壞日向的超級太陽神和光的王者炎陽神。
在第28話的傳奇節決勝淘汰賽成功打敗勇格。
在第31話的傳奇節最終決賽以壓倒性的力量成功打敗霸斗成為傳奇節冠軍。
在第33話被紅愁打敗令自己進化成更強更可怕的怪物。
在第34話將變幻路西法熔掉，製作出新的戰鬥陀螺終末路西法。
在第35話使用終末路西法打敗紅愁。
在第37話中接受紅愁的邀請組隊參加「傳奇超級錦標賽」。
目前已打敗城類、武、斯高、勇格、霸斗、紅愁。
在第52話的最終決賽和紅愁被朝日兄弟擊敗。
在漫畫版本中在傳奇陀螺戰士的排名為第十六。
於第七季(QS)26話中有短暫登場，但並未明確說明陀螺進化為鋼禦路西法。
陀螺社：沒有 → 紐約公牛

#### 第六季（DB）
大黑天貝爾（台譯“大黑天貝魯”）（Daikokuten Beru）
配音：田村睦心（日本）；魏惠娥（香港）；林慕青（台灣）
使用的戰鬥陀螺：爆烈魔王
.Nx.Vn-2→ 爆破貝利亞.F.NxS.Vn+V-L → 危機貝利亞.Al-2 →危機貝利亞.F.AlS+V-L (第六季) → 神威貝利亞.Nx.Ad-3 → 神威貝利亞III+HA.Nx+D.Ad+VS(BU)（彼列）
招式：爆裂轰炸，危機射击，爆裂粉碎，爆裂反击（爆裂），絕險轟炸（絕險）
第六季（DB）第1話登場，第六季（DB）的主角，是一個使用DB攻擊型陀螺的人。充滿自信心，自稱「魔王」。
於第1話成功打敗翠龍，第2話成功打敗城類，第3話意外地破壞亂藏的超王陀螺翱翔末日，第7話挑戰並敗給霸斗但第8話成功打敗他。
於第10話挑戰但敗給費利，並於第12話再次挑戰費利但最後又被打敗。在第14話再次敗給霸斗，隨後在第15話受翠龍的挑戰，並被翠龍使用新的DB陀螺狂哮龍王打敗。後來在第18話再次戰勝霸斗。在第19話被拉沙德打敗。在第20話以擊爆勝利成功搶先打敗紅愁。在第21話以擊爆勝利成功打敗費利。在第26話以擊爆勝利成功打敗城類。
在第28話被拉沙德打敗，連同爆裂魔王被破壞。在第29話開發出絕險魔王。然後把4個組件放入絕險魔王。於第49話與拉沙德打平
於第七季(QS)再次成為主角，為除蒼井霸斗以外burst世代中唯二擔任兩季主角的角色。
翠龍巴沙拿（台譯“翠龍巴薩拉”）（Suiryuu Basara）
配音：福原克己（日本）；鍾見麟（香港）；翁瑞陽（台灣）
使用的戰鬥陀螺：死亡所羅門.MF.2B（所罗门） → 狂哮龍王.Gg.Mm-10（巴哈姆特）
招式：剎那撞擊（狂哮）
第六季（DB）第1話登場，原先使用右迴轉的平衡型陀螺，後期轉為左迴轉的防禦型陀螺。因為多次敗給貝爾和其他對手而感到非常氣餒，後來受到拉沙德的鼓勵而振作起來，並在第14話成功開發出左迴轉的狂哮龍王。第15話成功打敗貝爾，於第28話改變狂哮龍王的顏色。
於第七季(QS)26話中有短暫登場。
亂藏・黃山（台譯“嵐藏・黃山”）（Ranzo Kiyama）
配音：岡林史泰（日本）；陳耀楠（香港）；林谷珍（台灣）
使用的戰鬥陀螺：翱翔末日.Wh.R 1S→ 旋風末日.Gg.Nv-6
招式：馬赫龍捲風，超級龍捲風（翱翔），雙翼旋風（旋風）
第六季（DB）第3話登場，使用持久型陀螺，是亂太郎與亂次郎的表弟。
第一次使用超王陀螺翱翔末日與貝爾對戰，對戰期間被貝爾意外的破壞翱翔末日，後來修復陀螺，成功開發出DB持久型陀螺旋風末日。
於第9話挑戰並敗給費利。
於第七季(QS)1話登場。
拉沙德・戈德曼（台譯“拉夏德・古德曼”）（Rashad Goodman）
配音：小野大輔（日本）；鄧志堅（香港）；林谷珍（台灣）
使用的戰鬥陀螺：勇者武神.Ev' 2A →救世武神.Sh-7→極大使神.Ov.HXt+'（拉斐爾）
招式：救世斬擊，真救世斬擊，真彈昇擊（救世），極大主擊，極大破擊，極大刺刃，極大摇擺，極大長槍（極大）
第六季（DB）第9話登場，第六季（DB）的最終頭目，原先使用攻擊型陀螺，後期轉為平衡型陀螺。以覺得女武神為最強陀螺為由，模仿前輩蒼井霸斗使用相同配置的勇者武神。個性表面上熱情豪爽，守規又認真努力的大哥哥，但內心較為自傲，認為自己若認真起來，其他部員根本無法和他練習，並且嘲諷當時被輕易打敗的佩恩，認為他的對戰十分無聊，但在和貝爾及霸斗的對戰中可見，他確實擁有和自身的高傲所相匹配的實力。
於第15話參照蒼井霸斗的新陀螺救世武神，並製造出與救世武神一模一樣的DB陀螺，希望使用一樣的陀螺和一樣的發射器對抗霸斗以證明自己的實力超越霸斗，但於第16話敗給霸斗。在第19話以絕招神射昇擊成功打敗貝爾。在第28話再次成功打敗貝爾，並破壞貝爾的爆裂魔王。之後被伊莉雅和霸斗啟發，決定捨棄救世武神，轉為自行開發屬於自己的戰鬥陀螺。在第30話開發出DB平衡型陀螺極大神使。在第31話成功打敗霸斗。第37話因霸斗早前在和貝爾的對戰中令武神受到創傷，最終在和拉沙德的對戰中被破壞而無法再戰，最終裁定拉沙德勝利，後來拉沙德不理解霸斗為何明白武神早已受創的情況下但仍然選擇出戰的用意，認為是因為霸斗所謂的「陀螺之道」，才會導致武神被毁。於49集險勝貝爾，但也導致極大神使受創，因此於第50集敗給霸斗的終極武神，但也在當中理解到霸斗當時即使早應放棄但仍想盡全力回應自己的心情。於51集收復神使並成功和神使共鳴，於52集敗於貝爾。
於第七季(QS)26話中有短暫登場。
陀螺社：BC太陽神

### 陀螺戰士

#### 第一季
蒼井常夏（Aoi Tokonatsu）
配音：大地葉（日本）；成瑤孆（香港）；楊慧玉（台灣東森幼幼台）／陳貞伃（台灣Netflix）
使用的戰鬥陀螺：螺旋神戟.8B.Wd（第三季）（三叉戟）
絕招：螺旋反擊（第三季）
第一季第1話登場，霸斗的弟弟，和妹妹日夏是雙胞胎。
第二季（神）第27話與母親和妹妹日夏再度登場。於第51話與母親和妹妹日夏為哥哥霸斗的最後決賽打氣。
第三季（超Z）第2話和妹妹日夏再次登場，當時已成為米駒學園戰鬥陀螺社的中級陀螺戰士。使用持久型陀螺，能吸收對手陀螺的迴轉力並變成自己的迴轉力。
於第七季(QS)26話中有短暫登場。
陀螺社：沒有（第一季、第二季）→ 米駒學園爆旋陀螺社（第三季）
紺田鳳兒（Konda Hoji）
配音：奈良徹（日本）；鄧志堅（香港）；鍾少庭（台灣東森幼幼台）／何志威（台灣Netflix）
使用的戰鬥陀螺：聖空神隼.U.C（荷鲁斯）
絕招：神隼領域
第一季第6話登場，使用持久型陀螺。動畫原創角色。忠誠於小紫，性格善良，弟弟小路是米駒學園戰鬥陀螺社的陀螺戰士。
於第七季(QS)26話中有短暫登場。
水面直樹（Minamo Naoki）
配音：野上翔（日本）；梁偉德（香港）；鍾少庭（台灣東森幼幼台）／梁興昌（台灣Netflix）
使用的戰鬥陀螺：怒濤海神.A.Z (漫畫版) → 新星海神.V.T (第一季)（海神）
絕招：怒濤射擊
第一季第40話登場，使用平衡型陀螺。穿着實驗袍的物理及心理学家。希望以方程式打敗城類，但后因故决定研究霸斗，并非邪惡而只是被誤解的孤獨人物。
於第七季(QS)26話中有短暫登場。
藍澤阵（台譯“藍澤仁”）（Aizawa Jin）
配音：松田颯水（日本）；胡家豪（香港）；楊慧玉（台灣東森幼幼台）／林美秀（台灣Netflix）
使用的戰鬥陀螺：牢獄海蛇.I.Cy（巨蛇）
絕招：不死射擊
第一季第41話登場，使用持久型陀螺。在全國大賽個人賽第一輪對付紅愁，认为有三百二十三個守護靈在守护自己，與其詭異的外表和行為相反，有著非常尊重比赛规则的性格。
於第七季(QS)26話中有短暫登場。
山吹晶（Yamabuki Akira）
配音：山本和臣（日本）；陳灝瑋（香港）；曾莉婷（台灣東森幼幼台）／張乃文（台灣Netflix）
使用的戰鬥陀螺：酸蝕狼神.Y.O（死神阿努比斯）
絕招：完美迴旋
第一季第43話登場，使用防禦型陀螺。動畫原創角色，崇拜四旋王的陽光阿九，一个小明星。
於第七季(QS)26話中有短暫登場。
南翠遊悟（Nansui Yugo）
配音：林大地（日本）；周倚天（香港）；翁瑞陽（台灣）
使用的戰鬥陀螺：世界神樹.R.G (漫畫版) → 狩獵神樹.G.Y (第一季)（世界樹）
絕招：一刀兩斷
第一季第16話登場，使用持久型陀螺。灼炎寺流古武術的門下生，高度尊重規則，深信自己是武士繼承者並且討厭對手犯規。
於第七季(QS)26話中有短暫登場。
雪吹右京（Ibuki Ukyo）
配音：藤原夏海（日本）；李凱傑（香港）；林慕青（台灣東森幼幼台）／林美秀（台灣Netflix）
使用的戰鬥陀螺：解放獨角獸.D.N（獨角獸）
絕招：獨角射擊
第一季第18話登場，使用防禦型陀螺。灼炎寺流古武術的門下生，爆旋陀螺團體大賽劍炎隊成員之一，灼炎寺道場的秘密武器。擁有馬尾辮，右耳戴著兩個耳環做特徵。
於第七季(QS)26話中有短暫登場。
銀刃大蛇（Ginba Orochi）
配音：水島大宙（日本）；張方正（香港）；蔡宇軒（台灣東森幼幼台）／梁興昌（台灣Netflix）
使用的戰鬥陀螺：軍神奥丁.C.B (漫畫版) → 巨神奧丁.T.X (第一季)（奧丁）
絕招：爆裂猛擊
第一季第8話登場，使用攻擊型陀螺。為全國大賽超級明星隊的成員之一，戴着耳机，拥有神之耳朵，听觉敏锐。
於第七季(QS)26話中有短暫登場。
陀螺社：沒有 → 超級明星隊（第一季）
黑铁善九郎 / 薩古（Kurotetsu Zenkuro / Zac The Sunrise）
傳說陀螺手排行第十二位(漫畫版)
配音：浪川大輔（日本）；林筠翔（香港）；鍾少庭（台灣東森幼幼台）／何志威（台灣Netflix）
使用的戰鬥陀螺：萬象宙斯.I.W（宙斯）
絕招：陽光迴旋，爆轉發射
第一季第22話登場，第三個登場的四旋王，使用持久型陀螺。從心底愛著陀螺的陀螺戰士，很受女性們歡迎，天生的藝人。同時是戰鬥陀螺團體大賽超級明星隊隊長。
於第七季(QS)26話中和山吹晶一起登場。
黃綠久遠（Kimidori Quon）
配音：西墻由香（日本）；李致林（香港）；楊慧玉（台灣東森幼幼台）／林美秀（台灣Netflix）
使用的戰鬥陀螺：四翼羽蛇.J.P（羽蛇（中美洲神話））
絕招：跳躍射擊
第一季第29話登場，使用防禦型陀螺。一名戴着耳环的高级滑板運動員，冰雪之劍隊的隊長，並且在戰鬥中使用跳躍式發射。最后因為自己的意見和火焰之劍隊不同而離開火焰之劍隊。
於第七季(QS)26話中有短暫登場。
陀螺社：火焰之劍隊 → 冰雪之劍隊
小豆勉（Azuki Ben）
配音：東內麻里子（日本）；曹啟謙（香港）；翁瑞陽（台灣）
使用的戰鬥陀螺：野性魔獸.H.H（貝希摩斯）
絕招：突刺猛擊，野獸擒抱
第一季第29話登場，使用攻擊型陀螺。暴獸隊的隊長，有莫霍克和耳环，與轉校的犬介成為朋友，話不多，通常會發出野兽的叫声回应人。
於第七季(QS)26話中有短暫登場。
茶掛豪（Chagake Gou）
配音：早志勇紀（日本）；陳卓智（香港）；蔡宇軒（台灣東森幼幼台）／梁興昌（台灣Netflix）
使用的戰鬥陀螺：巨人蓋亞.Q.F（盖娅）
絕招：迴旋攻撃，迴旋逆襲
第一季第29話登場，使用平衡型陀螺。爆旋陀螺團體大賽登峰造極隊的隊長，会努力锻炼自己，十分尊重城類。
於第七季(QS)26話中有短暫登場。

#### 第二季（神）
基特・盧比斯（台譯“基特・羅培茲”）（Kit Lopez）
配音：松田颯水（日本）；張頌欣（香港）；林慕青（台灣東森幼幼台）／楊詩穎（台灣Netflix）
使用的戰鬥陀螺：飛空騎士.12.Et → 飛空騎士.12E.Et（第三季）→颶風騎士.Mn.Bn-6（骑士）
絕招：空翔攻擊，騎士飛行，騎士噴射（第三季）
第二季（神）第1話登場，BC太陽神「少年隊」培育的陀螺手，把霸斗當成大哥，懂得使用滑翔翼。
第三季（超Z）第39話再次登場，使用持久型陀螺。第45話在世界冠軍錦標賽裏挑戰霸斗但挑戰失敗。
於第七季(QS)15話登場。
陀螺社：BC太陽神（第二季、第三季）
卡西姆・馬達爾（Gazemu Madaaru / Ghasem Madal）
配音：濱添伸也（日本）；李凱傑（香港）；蔡宇軒（台灣）
使用的戰鬥陀螺：極限神䳸.8F.Fl（迦樓羅）
第二季（神）第13話登場，使用持久型陀螺。英國陀螺會皇室貴族的秘密武器。跆拳道高手，以自己的風格融入戰鬥，十分仇恨斯高(因為斯高曾經摧毁過自己的陀螺)，與BC太陽神的比賽完結後不久受當時為「Red Eye」的紅愁挑戰，陀螺最後被紅愁的傳說巨神撞進時鐘齒輪裏的罅隙因承受不住時鐘齒輪正負方向推進的壓力而被破壞。
於第七季(QS)26話中有短暫登場。
約書亞・般恩（台譯“約書亞・邦”）（Joshua Boon / Joshua Burns）
配音：古川慎（日本）；梁偉德（香港）；翁瑞陽（台灣）
使用的戰鬥陀螺：爆裂護靈.5G.Gr（精靈）
絕招：旋風氣牆、旋風反擊、防守纏繞
第二季（神）第21話登場，使用防禦型陀螺。第二個登場的Big Five，世界排名第三，外號「防御之星」。美國陀螺會紐約公牛的隊長，也是拍過很多廣為人知的電影的荷里活大明星。有一個名叫卡莉娜的姐姐。在對戰時會故意輸掉第一場對戰讓對手以衝擊勝利取得一分放下戒心，然後在第二場對戰以擊爆勝利勝出對戰。被獲選成為神級陀螺戰士盃B組的六名陀螺戰士之一。
於第七季(QS)26話中有短暫登場。
孫路偉（台譯“森魯威”）（Ruway Sun / Ren Wu Sun）
配音：澤城千春（日本）；曹啟謙（香港）；謝宗佑（台灣）
使用的戰鬥陀螺：隱密獅王.5S.Tw（獅子座）
絕招：尖牙攻擊，隱密防禦
第二季（神）第25話登場，使用平衡型陀螺。第四個登場的Big Five，世界排名第四，外號「精密機械」。來自中國的棍术高手，巴西里奧斯的成員兼且是凱薩的隊友。從回憶中得知因為是第一個人通過巴西里奧斯的百人陀螺對戰的考驗而獲得Big Five這稱號。擁有透過對手的發射姿勢來預測對手的戰鬥陀螺的迴轉方向及軌道的能力。被獲選成為神級陀螺戰士盃B組的六名陀螺戰士之一。
於第七季(QS)26話中有短暫登場。
加里奥・德倫（台譯“克里歐・多倫”）（Kurio Doron / Clio Delon）
配音：天野心愛（日本）；謝潔貞（香港）；鍾少庭（台灣）
使用的戰鬥陀螺：深淵混沌.4F.Br（混沌）
絕招：升力射擊
第二季（神）第28話登場，使用持久型陀螺。動畫原創角色。法國陀螺會巴黎陀螺戰士的新成員。來自外西凡尼亞，自稱是吸血鬼之王德古拉的後裔。富沙的好友。父母都是魔術師，喜歡喝番茄汁。
於第七季(QS)26話中短暫登場。
波亞・艾卡沙（台譯“波爾・阿爾卡薩”）（Boa Alcacer / Boa Alcazaba）
配音：甲斐田幸（日本）；曾秀清（香港）；謝宗佑（台灣）
使用的戰鬥陀螺：天穹龍王.2B.At（巴哈姆特）
絕招：終極防守，終極撞擊
第二季（神）第17話登場，使用左迴轉的防禦型陀螺。來自墨西哥，由毒蛇深淵培育出來的陀螺手，仰慕Red Eye（紅愁），為了能像紅愁一樣厲害和為了能超越他而很努力地鍛鍊自己，一直相信紅愁就是最厲害的陀螺戰士。隨後跟著紅愁離開毒蛇深淵，挑戰世界各地的陀螺戰士成功打敗Big Five當中的孫路偉。在第36話目睹紅愁被城類打敗之後感到十分震驚，後來向紅愁激動地表達他被城類打敗的失望。之後被獲選成為神級陀螺戰士盃A組的六名陀螺戰士之一。從比賽開始已經感受到紅愁的可怕，紅愁在A組的第四輪對決破壞了蒼井霸斗的天擊武神的軸心底盤及在最後一輪對決破壞諾文的雙子復仇之後更加感受到紅愁的可怕，懊悔自己之前對紅愁說過的悔氣說話。原先討厭霸斗，在A組的最後一輪對決敗給他後因為自己幾乎沒有贏過一場對戰而試圖捨棄天穹龍王被霸斗出手制止，後來認同霸斗的實力。最後向霸斗道出亞修拉姆的真實身份及其舉辦神級陀螺戰士盃的真正目的並且表明自己不會再回到毒蛇深淵。
於第七季(QS)26話中有短暫登場。
陀螺社：毒蛇深淵（之後退出）
諾文・達巴（台譯“諾曼・塔巴”）/ Gold Eye（Nooman Taabaa / Norman Tarver / Gold Eye）
配音：若林佑（日本）；曹啟謙（香港）；翁瑞陽（台灣）
使用的戰鬥陀螺：雙子復仇.3H.J（動畫版設定）（復仇女神）
絕招：上昇撞擊，粉碎之鎚
第二季（神）第17話以「Gold Eye」的身份登場，小反派。使用攻擊型陀螺，能切換上昇模式或粉碎模式。有眼袋扎着短馬尾，前額留着一縷頭髮的毒蛇深淵首席陀螺手。亞修拉姆忠誠的下屬，仇恨當時為「Red Eye」的紅愁給取代自己的位置並認為只有自己才有資格能夠打敗他。在第40話再次登場得知也被獲選成為神級陀螺戰士盃A組的六名陀螺戰士之一。擅長對對手作出深入徹底的研究從而製定作戰計劃。陀螺在A組的最後一輪對決被紅愁打敗，促使雙子復仇被破壞。
古魯兹・巴拉迪（台譯“克魯兹・巴拉緹耶”）（Kurt Baratier / Kurtz Baratier）
配音：大河元氣（日本）；劉奕希（香港）；翁瑞陽（台灣）
使用的戰鬥陀螺：重擊蛇神.7U.Hn（第二季、第三季）（羽蛇神（瑪雅神話））
絕招：天際發射，扳機攻擊，雷暴攻擊（第二季、第三季）
第二季（神）第39話登場，使用攻擊型陀螺，身高高達2米，面部特徵和卡西姆非常相似而且戴着耳環。前世界排名第一，曾經稱霸戰鬥陀螺界、擁有「皇帝」之稱號、擁有手下、進行非法比賽的男人。被獲選成為神級陀螺手盃A組的六名陀螺戰士之一。原先看不起霸斗但後來認同他的實力，性格亦因而變好，之後向霸斗道出如果自己早些遇到他的話自己可能會更加享受世界。最後向霸斗道出自己之後會回到地下世界，邀請霸斗隨時都可以過來對戰。
於第七季(QS)26話中有短暫登場。
第三季（超Z）第4話一度登場，在世界冠軍錦標賽裏挑戰霸斗卻被打敗。
陀螺社：地下世界（第二季、第三季）

#### 第三季（超Z）
輝（台譯“菲”）（Phi）
配音：子安武人、潘惠美（童年）（日本）；陳卓智（香港）；鍾少庭、曾莉婷（童年）（台灣）
傳說陀螺手排行第七位(漫畫版)
使用的戰鬥陀螺：重生鳳凰.10.Fr → 死亡鳳凰.10.Fr（動畫版設定）（不死鳥）
絕招：重生衝擊，重生裝甲壓迫，鳳凰破裂，死亡裝甲壓迫，死亡突刺，雙重死亡突刺，死亡突刺重擊，飛行死亡突刺重擊，死亡破裂，最終死亡衝擊
第三季（超Z）第13話登場，終極反派，第三季（超Z）的最終反派，第一個登場的Z4成員。在第三季前期得知其世界排名不斷飆升，後期破壞弟弟赫斯的陀螺死亡冥帝之後成為最強的Z4。使用利用隕石製造出來的黑暗防禦型陀螺。有一藍一紅的眼睛和戴着耳環，最危險的陀螺手，對赤刃勇格的共鳴痴迷，在第41話的回憶中得知因為小時候與弟弟赫斯爭吵的憤怒而討厭他，並痴迷於破壞強大的戰鬥陀螺，長大後獨自離開死亡兇城。眼睛在使用共鳴時會自動染黑、聲音會變得可怕。是一個為人變態、幼稚而好勝、瘋狂而無情的人，卻經常表現鎮定和溫柔。破壞弟弟赫斯的死亡冥帝之前已經先後破壞了拿班的猛噬獵豹、勇格的Z勇士。
在第41話利用破壞的死亡冥帝當中的碎片製作死亡鳳凰後，服裝和性格變得更加可怕並且決定要摧毀所有的戰鬥陀螺，先後破壞費利的亡靈魔龍和紅愁的超Z巨神，原本將目標鎖定在霸斗但最後被勇格打敗。後來被赫斯狠狠地罵醒最後與他和好如初。
於第七季(QS)中有短暫登場。
拿班・雲奴（台譯“蘭巴・瓦諾”）（Laban Vano）
配音：田村睦心（日本）；林元春（香港）；李明幸（台灣）
使用的戰鬥陀螺：猛噬獵豹.12L.Ds（豹）
絕招：怒嚎噬擊
第三季（超Z）第13話登場，使用攻擊型陀螺。第二個登場的Z4成員，非洲大賽的冠軍。有「獸王」之稱和野獸之心，新一代的頂級陀螺戰士之一兼占卜師。服饰如同埃及人的打扮。陀螺於第24話在巡航戰艦大賽裏被輝給破壞，後來在第45話得知已修復陀螺。
於第七季(QS)26話中有短暫登場。
桑・波格（台譯“夏恩・波卡特”）（Xaiver Bogard）
配音：花江夏樹（日本）；詹健兒（香港）；林慕青（台灣）
使用的戰鬥陀螺: 破壞聖劍.1'.Sw → 破壞聖劍.1'D.Sw.（王者之剑）台灣譯名:爆發聖劍
絕招：雙重衝擊，三重衝擊，四重衝擊，五重衝擊，衝擊鐵壁
第三季（超Z）第17話登場，使用攻擊型陀螺。某國的王子，Z4之一，第三個登場的Z4成員。凱薩的徒弟，自稱是「勇者」。
於第七季(QS)26話中有短暫登場。
赫斯（台譯“哈特”）（Hyde）
配音: 子安武人、潘惠美（童年）（日本）；陳卓智（香港）；翁瑞陽、林慕青（童年）（台灣）
使用的戰鬥陀螺：死亡冥帝.11T.Z′（哈帝斯）台譯:死亡黑帝斯
絕招：死亡脈衝，死亡重力
第三季（超Z）第29話登場，使用平衡型陀螺。Z4之一，輝的雙胞胎弟弟並且因為小時候的爭吵而互相討厭，原本是王室繼承人，最後登場的Z4成員，有一紅一青的異色瞳，擁有「冥界的魔王」的別稱，死亡兇城的主人。雖然外觀嚇人、性格狂野，但沒有邪惡的意圖。與輝一樣對勇格很有興趣，並在第30話的世界冠軍錦標賽以四比零狠狠地擊敗勇格奪去冠軍寶座，成為最強的Z4。之後託伊比給予勇格邀請函邀請他來到死亡兇城磨練。在第36話再次與勇格對戰並再次成功以大比數打敗他。後來在第37話的世界冠軍錦標賽被打敗並被霸斗奪回冠軍寶座。陀螺在第41話被輝給破壞，當中一部分的碎片被輝給帶走以作製造死亡鳳凰的一部分。輝最後被勇格打敗之後狠狠地把輝罵醒最後與他和好如初。
於第七季(QS)中有短暫登場。
陀螺社：死亡兇城
凱爾・夏金（台譯“凱魯・哈金”）（Kyle Hakim）
配音：矢部雅史（日本）；陳灝瑋（香港）；翁瑞陽（台灣）
使用的戰鬥陀螺: 危機魔犬.7.At（地狱三头犬）
於第七季(QS)26話中有短暫登場。
絕招：連鎖防護，連鎖反擊
第三季（超Z）第18話登場，使用防禦型陀螺，戴着狐狸面罩的陰險小反派。參加巡航戰艦大賽的目的是要收集所有陀螺戰士的數據資料並傳送到死亡兇城。十分敬重赫斯。在第31話挑戰費利但最後被費利以大比數打敗。
伊比・奥斯福（台譯“伊貝魯”）（イベル・オックスフォード，Evel Oxford）
配音：武内駿輔（日本）；周倚天（香港）；翁瑞陽（台灣）
使用的戰鬥陀螺: 寶石天盾.Ω.Qs（埃癸斯）
絕招：探索上擊，天盾防禦
第三季（超Z）第29話登場，小反派，使用防禦型陀螺。動畫原創角色，穿着實驗袍的陀螺研究員。新世代的陀螺戰士，對外人無禮。原為赫斯的同伴後來在第41話投靠輝並替他製作死亡鳳凰。
黑夜伯爵（台譯“暗夜伯爵”）（Night Hakushaku）
配音：小林優（日本）；胡家豪（香港）；李明幸（台灣）
使用合體戰鬥陀螺：左之日蝕.11T.Z（平衡型 / 左迴轉）（日蝕）/  右之月蝕.11T.Z（平衡型 / 右迴轉）（月蝕） 
絕招：死亡脈衝，死亡重力
第三季（超Z）第32話登場，使用攻擊型、防禦型和合體雙迴轉的平衡型陀螺。新世代的陀螺戰士。在世界上被稱為「怪盜黑夜伯爵」，會説流利的法文而且擁有变装能力以偷取对方的戰鬥陀螺，其目標是想偷取世上最強的戰鬥陀螺和得到至高無上的榮譽。

#### 第四季（GT）
寶特・荷普（台譯“帕特・霍普”）（Pot Hope）
配音：國立幸（日本）；沈小蘭（香港）；鍾少庭（台灣）
使用的戰鬥陀螺：聖殿天馬.10P.Lw.閃（飞马）
絕招：封鎖反轉，天羽風暴，天國閃電
第四季（GT）第17話登場，GT3之一並被稱為神之子、有強大集中力而看到別人氣息的人。使用持久型陀螺。頭髮像飛翼，因極愛惡作劇而多次捉弄人，看到黄金漩渦后决定再次变强，
於第七季(QS)26話中有短暫登場。
布利特・迪旺（台譯“布萊德・迪沃”）（Blind DeVoy）
配音：鳥海浩輔（日本）；麥皓豐（香港）；林谷珍（台灣）
使用的陀螺：恐惧龍王.7W.Om.幻（巴哈姆特）
絕招：戰慄飛翼，戰慄迴圈，戰慄破擊，戰慄垂直，黑暗渦輪，戰慄滾輪
第四季（GT）第18話登場，小反派，GT3之一和天才畫家，喜歡黑暗的陀螺戰士。使用防禦型陀螺。只與激起創造力的對手作戰但没赢过，可看到他們抽象的戰鬥精神。
於第七季(QS)26話中有短暫登場。
陀螺社：Hell
灰嶋羅登（台譯“灰嶋羅汀”）（Haijima Lodin）
配音：岩崎征実（日本）；雷霆（香港）；謝宗佑（台灣）
使用的戰鬥陀螺: 雙星聖槍.Dr.Sp'.滅（左迴轉）（聖槍）
絕招: 雙星直擊，雙星重鎚
第四季（GT）第8話登場，使用攻擊型陀螺。一名的超級運動員，傲慢而有攻击性的人。
於第七季(QS)26話中有短暫登場。
格溫・龍尼（台譯“關・羅尼”）（Gwyn Ronny）
傳說陀螺手排行第八位(漫畫版)
配音：诸星堇（日本）；梁少霞（香港）；李明幸（台灣）
使用的陀螺：王裝創世.Hy → 爆裂創世.Hy（動畫版設定）（創世紀）
絕招：超級渦輪，王装咆哮，王装炸裂，爆裂斬擊，爆裂脉衝，高等爆裂，混合加速
第四季（GT）第29話登場，使用防禦型陀螺。第四季（GT）的最終反派。數學和物理方面的天才少年，有一頭白色長髮和紫紅色瞳孔，顯現真正力量時眼睛發光且头髮鬆散豎起呈波浪型。癡迷於武。性格溫和但內向，也十分高傲。由於智商極高，所以與人距離甚遠，亦對朋友關係不感興趣直至武的出現使其有所改變。堅信數學可以解決任何問題，並且可以找到任何問題的答案。因此只要預測不成立都會感到沮喪。能立即將所有現像數字化創造出戰鬥陀螺。經過和武的最後決戰終於受到感化後兩人成為朋友。
原作中設定跟動畫版大有差別，是Hell的天才科學家，也是主宰末世的製作人。性格與動畫版一樣高傲，不過就有着和輝一樣喜歡破壞別人的戰鬥陀螺的個性。首先在初登場時破壞天音的戰神阿修羅、然後更搗亂武的學校，並將武的其他同學的戰鬥陀螺全部破壞，及後與武對戰中獲勝後企圖破壞帝皇神龍，不過被剛完成盟主惡龍的迪特給擊退後離開。製作爆裂創世之後性格變得更加可怕，在WBBA和Hell對戰中的雙人賽時更直接將不滿其行為的隊友亞瑟的主宰末世給粉碎。
於第七季(QS)26話中有短暫登場。
亞瑟・波斯富（台譯“亞瑟・帕西瓦”）（Arthur Percival）
配音：山本匠馬（日本）；劉奕希（香港）；林谷珍（台灣）
使用的戰鬥陀螺：主宰末世.0D.Ul'（默示錄）
絕招：黑暗渦輪，破滅衝擊波，最終衝擊波，主宰重生，爆裂斬擊
第四季（GT）第28話登場，使用攻擊型陀螺。反派角色，外表色彩艷麗，意图终结WBBA去統治戰鬥陀螺界並自稱為陀螺戰士之王，实力强大但遜於格溫，性格极度反叛、自大、无理，而且沒有體育精神，喜歡將自己的失敗怪罪於別人。後和格温共事。最後計劃失敗告終並馬上失望地跪下和認輸。
在漫畫版本中，在雙人賽時由於不滿格溫的行為，因此觸怒格溫，使其陀螺被格溫給粉碎。
瑠璃川祖（台譯“瑠璃川喬”）（Rurikawa Joe）
配音：村田太志（日本）；鍾見麟（香港）；林谷珍（臺灣）
使用的戰鬥陀螺：審判小丑.斬.00T.Tr（搗蛋鬼）
絕招: 雜技俄羅斯輪盤（並非陀螺絕招），請下判決，小丑獨輪，小丑閃光
第四季（GT）第7話登場，使用平衡型陀螺。愛用小丑硬幣來占卜的陀螺戰士，穿著像個小丑的戴帽流浪賭徒。並且会使用不少難以預測的策略。
於第七季(QS)26話中有短暫登場。

#### 第六季（DB）
伊莉亞・真央（台譯“伊利亞・昴”）（Iliya Mao）
配音：Lynn (聲優)（日本）；張頌欣（香港）；（台灣）
使用的戰鬥陀螺：岩漿火神.Cq.J → 岩漿火神.Cq.Wv（伊夫列特）
招式：岩漿重擊，野性步伐
第六季（DB）第19話登場，女性陀螺戰士，使用平衡型陀螺。在BC太陽神時期是拉沙德的熟人和最強的競爭對手，擅長使用心理戰，在擁有惡魔的一面同時也有着野性，渴求勝利的一面，於22話以戰術成功在和貝爾等人的對戰中勝出，獲得和白鷺城類挑戰的機會，但最終敗北。
於第七季(QS)26話中有短暫登場。
陀螺社：BC太陽神→ 沒有
費路米路・佩恩（Phenomeno Payne）
配音：岡本信彥（日本）；梁偉德（香港）；（台灣）
使用的戰鬥陀螺：日珥鳳凰.Tp.MUn-10(台譯:日炎鳳凰")
招式：雙重日珥深潛，日珥震蕩，日珥反擊
第六季（DB）第40話登場，使用防禦型陀螺。
號稱「不死鳥」，視拉沙德為敵人，對擊倒拉沙德一事異常執著。曾於歐洲初級傳奇賽中輸給拉沙德並稱其的戰鬥風格太過於無聊。為對拉沙德復仇進化了自己的陀螺，於41話以一人之力打倒伊莉雅及巴沙拿展示了自己超強的實力，後來在43及44話以難以想像的必殺技打倒了貝爾和霸斗，以此回敬拉沙德曾經對自己的狂言，在45話和進化歸來的貝爾打得難分難解，逐漸找回了對戰的熱情，於46話和拉沙德，大大震撼了拉沙德，雖最終仍敗於拉沙德，但仍重新振作，打開了自己的心結。
於第七季(QS)26話中有短暫登場。

### 其他
駒崎新次郎
配音：金城大和（日本）；麥皓豐（香港）
動漫原創角色。 wbba. 日本分會的會長
穴見運太、阿拿米
配音：内匠靖明（日本）；黄启昌（香港）
评述，个性激昂
裁判
配音：本桥大辅→林大地（日本）；陳成港→張錦江（香港）
比赛裁判
亞歷山大・基頓 / 亞修拉姆（Alexender Gilden/Ashram）
配音：鄉田穗積（日本）；葉振聲（香港）；林谷珍（台灣）
第二季（神）第4話登場，美國陀螺會紐約公牛的班主，先後於世界多次招攬頂尖陀螺手加入紐約公牛(包括紅愁、約書亞及多番對費利進行挖角)。同時另一身份是毒蛇深淵的領導人 - 亞修拉姆，其目標是想得到世界上最強的戰鬥陀螺。是第二季（神）一切事端的幕後黑手。回憶中得知在紅愁被費利打敗之後慫恿他加入毒蛇深淵，促使紅愁親自戴上面具自稱自己「Red Eye」的開端。當紅愁被城類打敗之後唆使他捨棄傳說巨神，幫助紅愁製造出合成神代頂尖戰鬥陀螺能力的鎮魂巨神。與WBBA一同舉辦神級陀螺戰士盃，暗中透過不公平的分組對决意圖讓紅愁勝出大賽，藉此操縱戰鬥陀螺界，最後因為蒼井的最後勝利而令自己的計劃失敗而終止。
姬絲汀娜・克田（Kristina Kuroda）
配音：沢城美雪（日本）；葉曉欣（香港）； 曾莉婷 （台灣）
第二季（神）第2話登場，日裔西班牙人。年紀輕輕就繼承祖父的意志成為BC太陽神的班主。精神飽滿，討厭被別人看到弱點。堅持自己的想法，有時會與別人相左。思考著如何復興正在衰落的BC太陽神，非常關心自己的青梅竹馬費利，對費利的轉會決定感到很難過。在第37話從新聞得知費利退出紐約公牛。第50話在神級陀螺戰士盃決勝錦標賽的準決賽中勸告費利不要過於勉強並協助他治療他受傷的右手臂。
第三季（超Z）第16話再次登場宣佈舉辦巡航戰艦大賽。
使用的陀螺：始源末日.F.J
陀螺社：BC太陽神（第二季、第三季）
梭罗（Zoro）
配音：千田光男（日本）；黄子敬（香港）；林谷珍（台灣）
一位年邁的陀螺修復技術师。

## 電視動畫

### 製作人員
- 原作：森多博
- 系列原案：柴田亮、高原文彥
- 監督：秋山勝仁
- 系列構成：園田英樹
- 人物設計：大橋俊明
- 頭像、道具設計：長森佳容
- 色彩設計：大內綾
- 美術監督：橫山淳史
- 美術設定：小倉奈緒美
- CGI監督：瀨尾太
- CGI監製：近藤潤
- 攝影監督：鈴木大倫
- 編集：渡邊直樹
- 音響監督：松岡裕紀
- 音樂：土屋雄作
- 動畫製作：OLM Team Abe
- 製作：東京電視台、d-rights→ADK

### 主題曲
第1期（無印）
片頭曲
作詞：松井洋平，作曲：原田篤（Arte Refact），編曲：山本恭平（Arte Refact），主唱：小林龍之（DIVE II entertainment）
片尾曲
作詞：DEppa，作曲：DEppa、電球，編曲：電球，主唱：（TOY'S FACTORY）
第2期（神）
片頭曲
作詞：石田寬朗，作曲：石田寬朗，編曲：石田寬朗，主唱：北川賢一
片尾曲（第1話-第26話）
作詞：wbba.研究員山本，作曲：大隅知宇，編曲：大隅知宇，主唱：
片尾曲（第27話-第51話）
作詞：wbba.研究員山本，作曲：大隅知宇，編曲：大隅知宇，主唱：
第3期（超Z）
片頭曲
作詞：大隅知宇，作曲：大隅知宇，編曲：大隅知宇，主唱：佐佐木亮介
片尾曲（第1話-第28話）
作詞：大隅知宇，作曲：大隅知宇，編曲：大隅知宇，主唱：草川瞬
片尾曲（第29話-第51話）
作詞：大隅知宇，作曲：大隅知宇，編曲：大隅知宇，主唱：草川瞬
第4期（GT）
片頭曲
作詞、作曲、編曲：大隅知宇，主唱：岩崎慧
片尾曲（純音樂版本）
作詞、作曲、編曲：大隅知宇
第5期（超王）
片頭曲
作詞：市川喜康，作曲：增子達郎，編曲：溝淵大智，主唱：土屋飛鳥、遠藤直樹
片尾曲（純音樂版本）
作詞：市川喜康，作曲：增子達郎，編曲：溝淵大智
第6期（DB）
片頭曲
作詞：EMA☆，作曲：新田目翔，編曲：新田目翔，主唱：NORISTRY
片尾曲（純音樂版本）
作詞：EMA☆，作曲：新田目翔，編曲：新田目翔

### 各話列表
| 話數                  | 日文標題 | 標題                                   | 標題                                 | 標題                                 | 劇本              | 分鏡                              | 演出                       | 作畫監督                                                                               | 總作畫監督                   |
| 第1期                 | 第1期    | 第1期                                  | 第1期                                | 第1期                                | 第1期             | 第1期                             | 第1期                      | 第1期                                                                                  | 第1期                        |
| --------------------- | -------- | -------------------------------------- | ------------------------------------ | ------------------------------------ | ----------------- | --------------------------------- | -------------------------- | -------------------------------------------------------------------------------------- | ---------------------------- |
| 第1話                 |          | 上吧，勝利武神                         | 去吧，搭檔，勝利武神                         | 上場囉 天翼戰神                      | 園田英樹          | 秋山勝仁                          | 山口健太郎                 | 近藤優次、松本朋之                                                                     | 大橋俊明                     |
| 第2話                 |          | 冥界番犬，地獄惡犬                     | 冥界的看門犬，凱撒魔犬                       | 陰間的守門犬 波動三頭犬              | 園田英樹          | 山口健太郎                        | 博多正壽                   | 空流邊廣子                                                                             | 藤崎賢二                     |
| 第3話                 |          | 爆裂，速射                             | 爆裂！急衝射擊！！                           | 爆發 衝刺攻擊                        | 園田英樹          | 林宏樹                            | 川西泰二                   | Chang Bum Chul                                                                         | 大橋俊明                     |
| 第4話                 |          | 一起創立戰鬥陀螺俱樂部吧               | 成立爆旋陀螺學會吧                   | 成立戰鬥陀螺社吧                     | 園田英樹          | 博多正壽                          | 羽原久美子                 | 牧內桃子                                                                               | 藤崎賢二                     |
| 第5話                 |          | 死神降臨，漆黑死鐮                     | 死神降臨！漆黑的幽闇死神！！         | 死神降臨 漆黑的闇黑死神              |                   | 平野俊貴                          | 守田芸成                   | 長森佳容、宮田留美                                                                     | 大橋俊明                     |
| 第6話                 |          | 堅持住，這就是特訓                     | 堅持！這就是特訓！！                 | 要忍耐 這可是特訓啊                  | 早坂律子          | 筆坂明規                          | 筆坂明規                   | 空流邊廣子、牧內桃子                                                                   | 藤崎賢二                     |
| 第7話                 |          | 超速，閃光射擊                         | 超高速！閃光射擊！！                 | 超速 閃電攻擊                        | 園田英樹          | 鎌倉由實                          | 吳珍九                     | 池田裕治、小栗寬子                                                                     | 大橋俊明                     |
| 第8話                 |          | 強敵，天空神翼                         | 強敵！天空的聖空神隼！！             | 強敵 天空之聖光神鷹                  | 園田英樹          | 博多正壽                          | 博多正壽                   | 近藤優次、松本朋之                                                                     | 藤崎賢二                     |
| 第9話                 |          | 前進的阻礙，飛龍                       | 阻擋前路的狂野翼龍                   | 橫在眼前的飛龍                       |                   | 博多正壽                          | 川西泰二                   | Chang Bum Chul                                                                         | 大橋俊明                     |
| 第10話                |          | 超越，相信勝利武神                     | 克服困難！要相信勝利武神！！         | 克服障礙 相信你的搭檔吧              | 富岡淳廣          | 村田峻治 秋山勝仁 山口健太郎      | 西村大樹                   | 青木真理子、興石曉                                                                     | 藤崎賢二                     |
| 第11話                |          | 絕望的風暴衛士                         | 絕望的暴風巨神                       | 絕望的暴風巨神                       | 早坂律子          | 平野俊貴                          | 守田芸成                   | 牧內桃子、小栗寬子 清水博明、渡部由紀子 東美帆                                         | 大橋俊明                     |
| 第12話                |          | 驚異的盾式撞擊                         | 驚人的龍盾撞擊！                     | 驚人的護盾破壞                       | 早坂律子          | 吳珍九                            | 吳珍九                     | 清水博明、磯野智                                                                       | 藤崎賢二                     |
| 第13話                |          | 小愁的試煉                             | 阿愁的試煉！                         | 紅修的試練                           | 富岡淳廣          | 林宏樹                            | 高田昌豐                   | 關口雅浩                                                                               | 大橋俊明                     |
| 第14話                |          | 誓約之戰                               | 誓約之戰                             | 說好的決賽                           | 園田英樹          | 平野俊貴                          | 益山亮司                   | 近藤優次、松本朋之                                                                     | 藤崎賢二                     |
| 第15話                |          | 激戰，勝利武神VS風暴衛士               | 激鬥！勝利武神對暴風巨神！！         | 激戰 天翼戰神VS暴風巨神              | 園田英樹          | 平野俊貴                          | 博多正壽                   | 清水博明                                                                               | 大橋俊明 福地純平            |
| 第16話                |          | 驚愕，灼炎寺特製                       | 出乎意料的灼炎寺特訓場！！           | 驚人 灼炎寺特製競技場                |                   | 鎌倉由實                          | 川西泰二                   | Chang Bum Chul                                                                         | 長森佳容                     |
| 第17話                |          | 豪傑異度聖劍                           | 豪傑 異界聖劍！                      | 豪傑 神力聖劍                        | 早坂律子          | 博多正壽                          | 西村大樹                   | 青木真理子、宮地聰子                                                                   | 大橋俊明                     |
| 第18話                |          | 燃燒，團體賽                           | 熱血沸騰的隊制練習賽！！             | 熱血沸騰 團體賽                      | 富岡淳廣          | 林宏樹                            | 菱川直樹                   | 牧內桃子、桑原直子                                                                     | 長森佳容                     |
| 第19話                |          | 終焉之神VS掙鎖聖獸                     | 始源末日對破封聖獸！                 | 末日邪神VS解放獨角獸                 | 園田英樹          | 飯島正勝                          | 吳珍九                     | 清水博明、飯飼一幸 牧內桃子、福地純平 陣內美帆、橫松雄馬                               | 大橋俊明 長森佳容            |
| 第20話                |          | 繼承意志，鏈式射擊                     | 連繫我們的友情！連鎖攻擊！！         | 接下去吧 連鎖攻擊                    | 園田英樹          | 平野俊貴                          | 清水一伸                   | 大木比呂、森田實                                                                       | 長森佳容                     |
| 第21話                |          | 友誼之戰                               | 友誼的對戰！                         | 友情之戰                             | 早坂律子          | 平野俊貴                          | 松本正幸                   | Kim Yoo Mi Chang Bum Chul                                                              | 大橋俊明 長森佳容            |
| 第22話                |          | 勝利武神覺醒                           | 勝利武神覺醒                         | 天翼戰神之覺醒                       | 園田英樹          | 平野俊貴                          | 博多正壽                   | 近藤優次、松本朋之 三船智帆                                                            | 長森佳容                     |
| 第23話                |          | 孤獨的漆黑死鐮                         | 孤獨的幽闇死神                       | 孤獨的闇黑死神                       |                   | 平野俊貴                          | 川西泰二                   | Chang Bum Chul Shin Hey Ran Kim Yoo Mi                                                 | 大橋俊明 長森佳容            |
| 第24話                |          | 全心全力                               | 認真與全力！！                       | 認真與全力                           | 富岡淳廣          | 吳珍九                            | 吳珍九                     | 中谷友紀子、福地純平                                                                   | 福地純平                     |
| 第25話                |          | 神秘的陀螺假面                         | 神秘的爆旋陀螺幪面俠！               | 神秘的陀螺假面超人                   | 園田英樹          | 博多正壽                          | 關曉子                     | 牧內桃子、福地純平 清水博明、小島惠理                                                  | 大橋俊明 長森佳容            |
| 第26話                |          | 決定了，進入全國大賽                   | 決定好了！出戰全國大賽！！           | 我會做到的 參加全國賽                | 園田英樹          | 平野俊貴                          | 藏本穗高                   | 關口雅浩                                                                               | 長森佳容                     |
| 第27話                |          | 是集訓！維京式對戰場！！               | 去集訓吧！驚人的維京對戰盤！         | 集訓啦 海盜競技場                    | 早坂律子          | 平野俊貴                          | 政木伸一                   | 中谷友紀子、渡邊奈月                                                                   | 大橋俊明                     |
| 第28話                |          | 高山！河流！暴風雨的大冒險！！         | 山啊，河啊，風暴大冒險               | 山啊 河啊 狂風暴雨大冒險             |                   | 平野俊貴                          | 清水一伸                   | 森田實、大木比呂                                                                       | 長森佳容                     |
| 第29話                |          | 目標是第一！                           | 目標是第一名！                       | 目標第一名                           | 富岡淳廣          | 博多正壽                          | 博多正壽                   | 近藤優次、松本朋之                                                                     | 不適用                       |
| 第30話                |          | 蛇之翼！四羽蛇神！！                   | 蛇之翼！四翼羽蛇！                   | 蛇之翼 飛羽蛇神                      | 園田英樹          | 小高義規                          | 川西泰二                   | Chang Bum Chul Shin Hey Ran Kim Yoo Mi                                                 | 長森佳容                     |
| 第31話                |          | 天照御神的指引                         | 天照大神的指引                       | 天照大神的指引                       | 早坂律子          | 奧村吉昭                          | 政木伸一                   | 中谷友紀子、渡邊奈月 藤崎真吾                                                          | 大橋俊明                     |
| 第32話                |          | 衝擊的旋風！                           | 衝擊的氣旋！                         | 衝擊的暴風                           | 園田英樹          | 吳珍九                            | 吳珍九                     | 福地純平                                                                               | 不適用                       |
| 第33話                |          | 爆炎！雙重衝擊！！                     | 爆炎！雙重衝擊！！                   | 爆焰 雙重攻擊                        |                   | 飯島正勝                          | 藏本穗高                   | 關口雅浩                                                                               | 大橋俊明 長森佳容            |
| 第34話                |          | 露出獠牙的狂野猛獸！                   | 露出獠牙的暴獸！                     | 張牙舞爪的野獸                       | 富岡淳廣          | 平野俊貴                          | 川越一生                   | 牧內桃子、渡部由紀子 青木昭仁、德倉榮一 福地純平、井上優子 秋山泰彥、大橋藍人 Moon Hee | 長森佳容                     |
| 第35話                |          | 野獸！狂野巨獸！！                     | 野獸！野性魔獸！！                   | 野獸 魔神巨獸                        | 早坂律子          | 平野俊貴                          | 岩田義彥                   | 小栗寬子、毛利和昭                                                                     | 大橋俊明 長森佳容            |
| 第36話                |          | 堅毅凜峰的威脅！                       | Ride Out的威脅                       | 登鋒造極隊的威脅                     | 園田英樹          | 益山亮司                          | 清水一伸                   | 齋藤溫子、大木比呂                                                                     | 長森佳容                     |
| 第37話                |          | 我們的決賽！                           | 我們的決賽！                         | 屬於我們的決賽                       |                   | 博多正壽                          | 博多正壽                   | 近藤優次、松本朋之 飯飼一幸                                                            | 大橋俊明 長森佳容            |
| 第38話                |          | 死鬥！失落聖槍的戰鬥！！               | 激戰！跟迷失聖槍的對決！！           | 殊死戰 與迷失神槍的戰鬥              | 富岡淳廣          | 平野俊貴                          | 小野田雄亮                 | 高橋恆星、平良哲朗                                                                     | 長森佳容                     |
| 第39話                |          | 爆裂 死亡螺旋                          | 爆裂 死亡螺旋                        | 爆裂 死亡螺旋                        | 園田英樹          | 平野俊貴                          | 橫田一平                   | 福地純平                                                                               | 不適用                       |
| 第40話                |          | 拿下！全國第一！！                     | 要贏全國第一！                       | 全國第一是我的                       | 園田英樹          | 奧村吉昭                          | 宮田亮                     | 關口雅浩                                                                               | 長森佳容 大橋俊明 福地純平   |
| 第41話                |          | 海王新星的陷阱                         | 新星海神的陷阱                       | 新星海神的圈套                       | 早坂律子          | 政木伸一                          | 政木伸一                   | 五十內裕輔                                                                             | 大橋俊明 長森佳容            |
| 第42話                |          | 毒蛇！巨蛇之獄！！                     | 毒蛇！牢獄巨蛇！！                   | 毒蛇 牢獄海蛇                        | 早坂律子          | 朝倉海斗                          | 川越一生                   | 井上優子 飯飼一幸 青木昭仁                                                             | 長森佳容                     |
| 第43話                |          | 疾風 噴流射擊！                        | 疾風的噴射射擊！                     | 狂風 音速攻擊                        | 園田英樹          | 平野俊貴                          | 上田茂                     | 牧內桃子 兒玉光 佐藤道雄                                                               | 大橋俊明 長森佳容            |
| 第44話                |          | 咆哮吧！猛獸之戰！                     | 咆哮吧！暴獸大戰！！                 | 怒吼吧 野獸之戰                      | 富岡淳廣          | 奧村吉昭                          | 山本貴之                   | 大木比呂、大野勉                                                                       | 長森佳容                     |
| 第45話                |          | 風暴衛士VS雙足飛龍                     | 暴風巨神對狂野翼龍！                 | 暴風巨神對狂野龍獸                   | 園田英樹          | 博多正壽                          | 博多正壽                   | 近藤優次、松本朋之 福地純平                                                            | 大橋俊明 長森佳容            |
| 第46話                |          | 熱鬥！小躍VS夏卡！！                   | 激鬥！霸斗對沙加！！                 | 激戰 霸斗對阿凱                      | 富岡淳廣          | 平野俊貴                          | 古賀一臣                   | 中野彰子 宍戶久美子                                                                    | 長森佳容                     |
| 第47話                |          | 明星之戰                               | 明星大戰！！                         | 明星之戰                             | 富岡淳廣          | 平野俊貴                          | 川越一生                   | 井上優子 青木昭仁 柳田幸平                                                             | 大橋俊明 長森佳容            |
| 第48話                |          | 爆轉VS爆走！！                         | 爆轉對爆走！！                       | 爆轉對爆走                           | 早坂律子          | 平野俊貴                          | 青柳宏宜                   | 關口雅浩                                                                               | 長森佳容                     |
| 第49話                |          | 四轉皇！瑠衣VS小愁！！                 | 四轉皇！阿類對阿愁！！               | 四旋王 琉VS紅修                      | 園田英樹          | 政木伸一                          | 政木伸一                   | 藤崎真吾                                                                               | 大橋俊明 長森佳容            |
| 第50話                |          | 打敗絕對王者                           | 目標！打敗絕對王者！！               | 你輸定了 絕對王者                    | 園田英樹          | 奧村吉昭                          | 由井翠                     | 木村麻亞紗 清山滋崇 平良哲朗                                                           | 長森佳容                     |
| 第51話                |          | 打敗它！勝利武神！！                   | 要贏！勝利武神！！                   | 打敗他 天翼戰神                      | 園田英樹          | 平野俊貴                          | 博多正壽                   | 近藤優次、松本朋之                                                                     | 福地純平 長森佳容            |
| 第2期（神）           |          |                                        |                                      |                                      |                   |                                   |                            |                                                                                        |                              |
| 第1話（第52話）       |          | 衝向世界！勝利武神進化！！             | 飛向世界！勝利武神進化！！           | 邁向世界 天翼戰神進化                | 園田英樹          | 秋山勝仁                          | 吳珍九                     | 中野彰子、井上優子 飯飼一幸                                                            | 大橋俊明 福地純平 長森佳容   |
| 第2話（第53話）       |          | 男魂！熾熱末日！！                     | 男子漢之魂！組長的烈焰末日！！       | 男子漢之魂 烈焰邪神                  | 園田英樹          | 博多正壽                          | 神原敏昭                   | 牧內桃子 兒玉光                                                                        | 長森佳容                     |
| 第3話（第54話）       |          | 衝擊！索命巨龍！！                     | 衝擊！吸血魔龍！！                   | 震撼 噬魂魔龍                        | 富岡淳廣          | 平野俊貴                          | 山本貴之                   | 大木比呂、大野勉                                                                       | 福地純平 長森佳容            |
| 第4話（第55話）       |          | 旋風！龍捲翼龍！！                     | 旋風！龍捲飛龍！！                   | 旋風 颶風龍獸                        | 富岡淳廣          | 奧村吉昭                          | 政木伸一                   | 渡邊奈月                                                                               | 長森佳容                     |
| 第5話（第56話）       |          | 魔襲！環疊撒旦！！                     | 魔襲！圓環撒旦！！                   | 魔襲 旋翼撒旦                        | 富岡淳廣          | 平野俊貴                          | 武市直子                   | 德倉榮一 小島繪美                                                                      | 大橋俊明 長森佳容            |
| 第6話（第57話）       |          | 激震！BC Sol！！                       | 劇震！BC太陽神！！                   | 強震 BC索爾                          | 園田英樹          | 博多正壽                          | 所俊克                     | 關口雅浩                                                                               | 長森佳容                     |
| 第7話（第58話）       |          | 把握！頂尖戰隊！！                     | 抓緊機會！高級隊！！                 | 爭取 一軍                            | 宮田健吾          | 秋山勝仁                          | 由井翠                     | 木村麻亞紗 平良哲朗 清山滋崇 吉岡勝 雨宮英雄                                           | 福地純平 長森佳容            |
| 第8話（第59話）       |          | 開幕！歐洲聯賽！！                     | 開幕了！歐洲聯賽！！                 | 開幕 歐洲盃大賽                      | 園田英樹          | 奧村吉昭                          | 川越一生                   | 井上優子 飯飼一幸 中野彰子                                                             | 長森佳容                     |
| 第9話（第60話）       |          | 時間之神！幻變時神！！                 | 時間之神！幻變時神！！               | 時間的神 時間幻神                    | 園田英樹          | 平野俊貴                          | 神原敏明                   | 門智昭                                                                                 | 大橋俊明 長森佳容            |
| 第10話（第61話）      |          | 小躍與弗里                             | 霸斗與費利                           | 霸斗與弗利                           | 富岡淳廣          | 政木伸一                          | 政木伸一                   | 渡邊奈月 藤崎真吾                                                                      | 長森佳容                     |
| 第11話（第62話）      |          | 瓦解！BC 太陽神！！                    | BC太陽神瓦解！！                     | 瓦解 BC索爾                          | 富岡淳廣          | 平野俊貴                          | 清水一伸                   | 大木比呂 服部益實                                                                      | 福地純平 大橋俊明            |
| 第12話（第63話）      |          | 死神再臨！                             | 死神重臨！                           | 死神再臨                             | 園田英樹          | 平野俊貴                          | 博多正壽                   | 牧內桃子                                                                               | 長森佳容                     |
| 第13話（第64話）      |          | 雙鐮！雙重撞擊！！                     | 雙鐮！雙重斬擊！！                   | 雙鐮刀 雙重強擊                      | 園田英樹          | 奧村吉昭                          | 所俊克                     | 關口雅浩                                                                               | 大橋俊明 長森佳容            |
| 第14話（第65話）      |          | 踢襲！極限鳥神！！                     | 踢腳！極限神鷹！！                   | 踢擊 極限迦樓羅                      | 大川俊道          | 秋山勝仁                          | 土屋康郎                   | Kim Hyoun Eun Kim Tae Jin                                                              | 長森佳容                     |
| 第15話（第66話）      |          | 鳥神戰士卡西姆！                       | 鳥神鬥士卡西姆！                     | 鳥神鬥士卡西姆                       | 宮田健吾          | 平野俊貴                          | 小野隆宏 菅井嘉浩          | 德倉榮一 平良哲朗 高橋恆星 前原薰                                                      | 福地純平 長森佳容            |
| 第16話（第67話）      |          | 尋找小愁                               | 尋找阿愁                             | 尋找小修                             | 富岡淳廣          | 政木伸一                          | 政木伸一                   | 中谷友紀子                                                                             | 長森佳容                     |
| 第17話（第68話）      |          | 魔境！毒蛇坑塹！！                     | 魔境！毒蛇深淵！！                   | 魔境 猛蛇巢穴                        | 富岡淳廣          | 平野俊貴                          | 川越一生                   | 井上優子 飯飼一幸 中野彰子                                                             | 長森佳容                     |
| 第18話（第69話）      |          | 迷宫！暗黑地下城！！                   | 迷宫！暗黑地下城！！                 | 迷宮 闇黑地牢                        | 園田英樹          | 博多正壽                          | 武市直子                   | 小島繪美 門智昭                                                                        | 大橋俊明 長森佳容            |
| 第19話（第70話）      |          | 炎神！赤瞳！！                         | 炎神！Red Eye！！                    | 火神 赤眼                            | 園田英樹          | 平野俊貴                          | 球野貴弘                   | 清島裕子                                                                               | 福地純平 長森佳容            |
| 第20話（第71話）      |          | 爆進！BC 太陽神！！                    | 爆進！BC 太陽神！！                  | 爆進 BC索爾                          | 宮田健吾 園田英樹 | 奧村吉昭                          | 清水一伸                   | 大木比呂 服部益實                                                                      | 長森佳容                     |
| 第21話（第72話）      |          | 約修亞VS宇宙忍者！                     | 約書亞對太空忍者！！                 | 約書亞VS宇宙忍者                     | 大川俊道          | 森健                              | 川越一生                   | 牧內桃子                                                                               | 大橋俊明 長森佳容            |
| 第22話（第73話）      |          | 呼喚暴風 爆裂護靈！                    | 呼喚暴雨的爆裂護靈！                 | 呼風喚雨之颶暴風神                   | 大川俊道          | 博多正壽                          | 村上貴之                   | 藤崎真吾                                                                               | 中谷友紀子 長森佳容          |
| 第23話（第74話）      |          | 挑戰！無限陀螺賽場！！                 | 挑戰！無限對戰盤！！                 | 挑戰 無限陀螺競技場                  | 富岡淳廣          | 秋山勝仁                          | 赤井倍人                   | 關口雅浩                                                                               | 福地純平 長森佳容            |
| 第24話（第75話）      |          | 震撼！世界聯賽！！                     | 激動！世界聯賽開始！！               | 激動 世界盃大賽                      | 園田英樹          | 平野俊貴                          | 菅井嘉浩                   | 前原薰 吉岡優花                                                                        | 大橋俊明 長森佳容            |
| 第25話（第76話）      |          | 鬥劍！凱旋聖劍！！                     | 鬥劍！凱旋聖劍！！                   | 鬥劍 無雙聖劍                        | 園田英樹          | 博多正壽                          | 川越一生 吳珍九            | 井上優子 村田陽祐 中野彰子 木下勇喜                                                    | 長森佳容                     |
| 第26話（第77話）      |          | 爆裂！神威重生！！                     | 爆裂！天帝再動！！                   | 爆烈 神力重生                        | 宮田健吾          | 奧村吉昭                          | 北川正人                   | 櫻井木之實 木村菜月 片岡惠美子 Jung Chul Gyo                                           | 福地純平 長森佳容            |
| 第27話（第78話）      |          | 東京激戰！桑巴特VS里奧斯！！           | 東京對戰！皇家辛巴達對巴西里奧斯！！ | 東京對戰 皇家日蝠VS巴西里約          | 園田英樹          | 平野俊貴                          | 政木伸一                   | 渡邊奈月                                                                               | 大橋俊明 長森佳容            |
| 第28話（第79話）      |          | 吸血鬼！深邃混沌！！                   | 吸血鬼！深邃混沌！！                 | 吸血鬼 深淵混沌                      | 園田英樹          | 許平康                            | 山中祥平                   | 野間千賀子 牧內桃子                                                                    | 長森佳容                     |
| 第29話（第80話）      |          | 要塞！庇護獅心！！                     | 要塞！隱密獅王！！                   | 要塞 聖護雄獅                        | 園田英樹          | 平野俊貴                          | 清水一伸                   | 大木比呂                                                                               | 福地純平 長森佳容            |
| 第30話（第81話）      |          | 激鬥！通往決賽的射擊！！               | 激鬥 邁向決賽的射擊                  | 激戰 邁向決賽的射擊                  | 富岡淳廣          | 秋山勝仁                          | 川越一生                   | 井上優子 飯飼一幸                                                                      | 大橋俊明 長森佳容            |
| 第31話（第82話）      |          | 擊破！五皇峭壁！！                     | 打破！！Big 5的高墻！！              | 打破 五霸主的高牆                    | 富岡淳廣          | 奧村吉昭                          | 前園文夫                   | 山田桃子 千葉茂                                                                        | 長森佳容                     |
| 第32話（第83話）      |          | 天下無雙！三重衝撞！！                 | 天下無雙 三重衝擊                    | 天下無敵 三重衝擊                    | 園田英樹          | 博多正壽                          | 博多正壽                   | 青木昭仁 村田陽祐                                                                      | 福地純平 長森佳容            |
| 第33話（第84話）      |          | 決勝！BC 太陽神VS紐約公牛！！          | 決賽！BC 太陽神對紐約公牛！！        | 決賽 BC索爾VS紐約公牛                | 園田英樹          | 平野俊貴                          | 福元慎一                   | 前原薰                                                                                 | 大橋俊明 長森佳容            |
| 第34話（第85話）      |          | 全力！騰躍一擊！！                     | 全力！跳躍攻擊！！                   | 全力 彈跳強擊                        | 林壯太郎          | 政木伸一                          | 政木伸一                   | 渡邊奈月                                                                               | 長森佳容                     |
| 第35話（第86話）      |          | 我們的決賽！                           | 我們的決賽！                         | 我們大家的決賽                       | 園田英樹          | 森健                              | 山中祥平                   | 野間千賀子 井上優子 飯飼一幸 青木昭仁                                                  | 福地純平 長森佳容            |
| 第36話（第87話）      |          | 決鬥！夢魘聖槍VS傳奇衛士！！           | 決鬥！惡夢聖槍對傳說巨神！！         | 決鬥 惡夢神槍對傳說巨神              | 園田英樹          | 秋山勝仁 川越一生                 | 川越一生                   | 牧內桃子                                                                               | 長森佳容                     |
| 第37話（第88話）      |          | 開始了！爆刃戰神大賽！！               | 勇往直前！神級陀螺手盃！！           | 看我的 神級陀螺手大賽                | 富岡淳廣          | 平野俊貴                          | 清水一伸                   | 大木比呂 服部益美                                                                      | 福地純平 長森佳容            |
| 第38話（第89話）      |          | 兇機！鎮魂衛士！！                     | 危機！鎮魂巨神！！                   | 凶機 鎮魂巨神                        | 園田英樹          | 博多正壽                          | 奧村吉昭                   | 村田陽祐 飯飼一幸 藤木泰史 青木昭仁 井上優子                                           | 長森佳容                     |
| 第39話（第90話）      |          | 地底戰鬥王者 克魯茲！                  | 地下對戰的皇帝古魯茲！               | 地下對戰的皇帝克魯茲                 | 大川俊道          | 奧村吉昭                          | 志村錠兒                   | 桑原麻衣 山縣亞紀 秋元勇一                                                             | 福地純平 長森佳容            |
| 第40話（第91話）      |          | 暴君！擊羽蛇神！！                     | 暴君！重擊蛇神！！                   | 暴君 破擊羽蛇                        | 林壯太郎          | 政木伸一                          | 政木伸一                   | 渡邊奈月                                                                               | 長森佳容                     |
| 第41話（第92話）      |          | 鐵錘！雙重天罰！！                     | 鐵鎚！雙子復仇！！                   | 鐵鎚 雙子天罰                        | 林壯太郎          | 三浦陽                            | 三浦陽                     | 佐藤和巳                                                                               | 福地純平 中谷友紀子 長森佳容 |
| 第42話（第93話）      |          | 熾烈！BC 太陽神之戰！！                | 熾熱！BC 太陽神的戰鬥！！            | 熾烈 BC索爾之戰                      | 富岡淳廣          | 平野俊貴                          | 牧俊治                     | 岡田繪里香 宍戶久美子                                                                  | 長森佳容                     |
| 第43話（第94話）      |          | 白熱化！對手大激戰！！                 | 白熱！勁敵大激戰！！                 | 白熱化 競爭對手大激戰                | 大川俊道          | 川越一生                          | 川越一生                   | 牧內桃子                                                                               | 長森佳容                     |
| 第44話（第95話）      |          | 超級進化！至擊武神！！                 | 超進化！天擊武神！！                 | 超進化 翔擊戰神                      | 園田英樹          | 博多正壽                          | 博多正壽                   | 井上優子 野間千賀子 飯飼一幸                                                           | 長森佳容                     |
| 第45話（第96話）      |          | 破壞神 鎮魂衛士！                      | 破壞神鎮魂巨神！                     | 破壞神 鎮魂巨神                      | 林壯太郎          | 奧村吉昭                          | 福元慎一                   | 服部益實 前原薰 新城真                                                                 | 福地純平 中谷友紀子 長森佳容 |
| 第46話（第97話）      |          | 超越極限！弗里VS瑠衣！！               | 超越界限！費利對阿類！！             | 超極限 弗利VS琉                      | 富岡淳廣          | 政木伸一                          | 政木伸一                   | 渡邊奈月                                                                               | 長森佳容 中谷友紀子          |
| 第47話（第98話）      |          | 究極對決！                             | 終極對戰！                           | 終極對決                             | 園田英樹          | 佐藤真人                          | 山中祥平                   | 村田陽祐 飯飼一幸                                                                      | 福地純平 長森佳容            |
| 第48話（第99話）      |          | 友情！左右決定之戰的比賽！！           | 友情！邁向決定之戰的奇蹟！！         | 邁向 友情決賽之戰                    | 大川俊道          | 平野俊貴                          | 岩田義彥                   | 大木比呂                                                                               | 長森佳容                     |
| 第49話（第100話）     |          | 半決賽！宿命之戰！！                   | 準決賽！宿命的對戰！！               | 準決賽 宿命的對決                    | 大川俊道          | 奧村吉昭                          | 山田卓 奧村吉昭            | 藤木泰史 藤崎真吾 福地純平                                                             | 福地純平 長森佳容            |
| 第50話（第101話）     |          | 進入！最後決戰！！                     | 開始！最終決戰！！                   | 邁進 最後決戰                        | 園田英樹          | 近藤一英 政木伸一                 | 牧俊治                     | 岡田繪里香 宍戶久美子                                                                  | 長森佳容                     |
| 第51話（第102話）     |          | 小躍VS小愁！！                         | 霸斗對阿愁！！                       | 霸斗VS紅修                           | 園田英樹          | 秋山勝仁                          | 川越一生                   | 牧內桃子 長森佳容                                                                      | 福地純平 長森佳容            |
| 第3期（超Z）          |          |                                        |                                      |                                      |                   |                                   |                            |                                                                                        |                              |
| 第1話（第103話）      |          | 這就是超絕陀螺！！                     | 這個就是超絕陀螺！！                 | 這正是超Z陀螺                        | 園田英樹          | 秋山勝仁                          | 吳珍九                     | 野間千賀子 福地純平 村田陽祐 青木昭仁 柴田志朗                                         | 大橋俊明 長森佳容            |
| 第2話（第104話）      |          | 最終勇士VS帝王鮫鯊！！                 | Z勇士對帝皇鮫鯊                      | 超刃勇士VS帝王魔鮫                   | 園田英樹          | 博多正壽                          | 神原敏昭                   | 門智昭                                                                                 | 長森佳容                     |
| 第3話（第105話）      |          | 夕陽的決鬥！！                         | 夕陽下的決鬥                         | 夕陽下的決鬥                         | 大川俊道          | 政木伸一                          | 政木伸一                   | 渡邊奈月                                                                               | 福地純平 長森佳容            |
| 第4話（第106話）      |          | 決定了！Z爆裂！！                      | 打敗它吧！超絕破壞砲！！             | 出招吧 超絕爆進                      | 林壯太郎          | 羽鳥潤                            | 球野貴弘                   | 富吉幸希 柳瀨讓二                                                                      | 大橋俊明 長森佳容            |
| 第5話（第107話）      |          | 超絕對決！超翼戰神VS血腥神槍！！       | 超絕對決！不敗武神對血腥聖槍！！     | 超z對決 超翼戰神VS噬血神槍           | 園田英樹          | 奧村吉昭                          | 牧俊治                     | 本田隆 宍戶久美子                                                                      | 長森佳容                     |
| 第6話（第108話）      |          | 白色暴君！皇家對戰！！                 | 白色暴君！陀螺大混戰！！             | 白色暴君 大會戰                      | 園田英樹          | 秋山勝仁                          | 福元慎一                   | 服部益實 前原薰                                                                        | 福地純平 長森佳容            |
| 第7話（第109話）      |          | 開幕！血腥神槍杯！！                   | 聖槍盃開幕！！                       | 開幕 噬血神槍盃                      | 園田英樹          | 博多正壽                          | 博多正壽                   | 野間千賀子 村田陽祐 藤木泰史                                                           | 牧內桃子 長森佳容            |
| 第8話（第110話）      |          | 變幻！地獄蠑螈！！                     | 變幻！地獄蠑螈！！                   | 變幻 地獄火蜥蜴                      | 大川俊道          | 高橋直人                          | 川越一生                   | 威廉·李 楠木智子 飯飼一幸                                                              | 大橋俊明 長森佳容            |
| 第9話（第111話）      |          | 火炎旋風逆鱗！                         | 火焰旋風逆鱗                         | 火炎旋風逆鱗擊                       | 林壯太郎          | 政木伸一                          | 寺田都                     | 渡邊奈月                                                                               | 長森佳容                     |
| 第10話（第112話）     |          | 最終勇士VS衝擊邪神！！                 | Z勇士對衝擊末日！！                  | 超刃勇士VS毀滅邪神                   | 園田英樹          | 羽鳥潤                            | 神原敏明                   | 門智昭                                                                                 | 福地純平 長森佳容            |
| 第11話（第113話）     |          | 背叛者的激鬥！                         | 背叛的激鬥！                         | 反目成仇的激戰                       | 園田英樹          | 秋山勝仁                          | 山本貴之                   | 大木比呂 二上由佳子                                                                    | 大橋俊明 長森佳容            |
| 第12話（第114話）     |          | 豪臂！射手力王！！                     | 強勁的臂力！神弓力士！！             | 強敵 神弓力士                        | 大川俊道          | 奧村吉昭                          | 奧村吉昭                   | 牧內桃子 飯飼一幸                                                                      | 牧內桃子 長森佳容            |
| 第13話（第115話）     |          | 超絕決賽！！                           | 超絕的決勝戰！！                     | 超Z決賽之戰                          | 園田英樹          | 羽鳥潤                            |                            | 富吉幸希 服部益實                                                                      | 長森佳容                     |
| 第14話（第116話）     |          | 暴龍！血腥神槍！！                     | 暴龍！血腥聖槍！！                   | 暴龍 噬血神槍                        | 林壯太郎          | 博多正壽                          | 福元慎一                   | 服部益實 前原薰                                                                        | 福地純平 長森佳容            |
| 第15話（第117話）     |          | 打倒瑠衣！！                           | 打敗白鷺城類！！                     | 打敗琉                               | 大川俊道          | 政木伸一                          | 寺田素都                   | 渡邊奈月                                                                               | 大橋俊明 長森佳容            |
| 第16話（第118話）     |          | 大航海！戰艦巡航！！                   | 大航海！巡航戰艦！                   | 大航海 對戰郵輪之旅                  | 園田英樹          | 秋山勝仁                          | 川越一生                   | 野間千賀子 村田陽祐 藤木泰史                                                           | 長森佳容                     |
| 第17話（第119話）     |          | 勇者與聖劍！！                         | 勇者與聖劍                           | 勇者與聖劍                           | 園田英樹          | 羽鳥潤                            | 奧村吉昭                   | 福地純平 井上榮作                                                                      | 福地純平 長森佳容            |
| 第18話（第120話）     |          | 幽靈船的超絕對戰！                     | 幽靈船上的超絕對戰                   | 幽靈船的超Z對戰                      | 石橋大助          | 博多正壽                          | 山本貴之                   | 大木比呂 二上由佳子                                                                    | 牧內桃子 長森佳容            |
| 第19話（第121話）     |          | 大激鬥！陀螺競技賽！！                 | 大激鬥！陀螺鐵人賽！！               | 激烈大戰 陀螺競技                    | 林壯太郎          | 奧村吉昭                          | 中西伸彰                   | 服部益實 前原薰                                                                        | 大橋俊明 長森佳容            |
| 第20話（第122話）     |          | 爆炎！再生鳳凰！！                     | 爆焰！重生鳳凰！！                   | 爆焰 重生鳳凰                        | 園田英樹          | 秋山勝仁                          | 小野田雄亮                 | 岡野幸男                                                                               | 長森佳容                     |
| 第21話（第123話）     |          | 共鬥！附加對戰！！                     | 一起合作吧！團體賽！！               | 並肩作戰 接力決鬥                    | 大川俊道          | 羽鳥潤                            |                            | 富吉幸希 服部益實                                                                      | 福地純平 長森佳容            |
| 第22話（第124話）     |          | 怒濤的3人對戰！！                      | 驚濤駭浪的三人陀螺對戰！！           | 驚濤駭浪的三陀螺會戰                 | 石橋大助          | 政木伸一                          | 寺田素都                   | 渡邊奈月                                                                               | 牧內桃子 長森佳容            |
| 第23話（第125話）     |          | 激戰！守護陀螺之星！！                 | 激戰！守護陀螺星章！！               | 激戰 守護陀螺星                      | 林壯太郎          | 奧村吉昭                          | 奧村吉昭                   | 青木昭仁 野間千賀子 藤木泰史 威廉·李                                                   | 大橋俊明 長森佳容            |
| 第24話（第126話）     |          | 最終勇士VS破壞聖劍！！                 | Z勇士對破壞聖劍！！                  | 勇者對勇者                           | 園田英樹          | 羽鳥潤                            | 山本貴之                   | 大木比呂 二上由佳子                                                                    | 長森佳容                     |
| 第25話（第127話）     |          | 超龍！鬼魂魔龍！！                     | 超龍！亡靈魔龍！！                   | 超龍 靈魂魔龍                        | 園田英樹          | 秋山勝仁                          | 福元慎一                   | 服部益實 前原薰                                                                        | 福地純平 長森佳容            |
| 第26話（第128話）     |          | 白熱！戰鬥郵輪！！                     | 白熱化的巡航戰艦大賽！               | 白熱化 對戰郵輪                      | 大川俊道          | 奧田誠治                          | 青木洋一郎                 | 牧內桃子 村田陽祐 飯飼一幸                                                             | 牧內桃子 長森佳容            |
| 第27話（第129話）     |          | 通往天下無雙之道！                     | 天下無雙之路！                       | 通往天下無雙之路                     | 石橋大助          |                                   | 白石道太                   | 岡野幸男                                                                               | 大橋俊明 長森佳容            |
| 第28話（第130話）     |          | 小躍VS艾卡！！                         | 霸斗對勇格！                         | 霸斗VS艾卡                           | 林壯太郎          | 石山貴明                          | 寺田素都                   | 渡邊奈月                                                                               | 長森佳容                     |
| 第29話（第131話）     |          | 冥界的魔王 死亡冥王！                  | 冥界的魔王 死亡冥帝！                | 冥界的魔王 死亡黑帝斯                | 園田英樹          | 星宮賴智                          | 川越一生                   | 福地純平 青木昭仁 村田陽祐                                                             | 福地純平 長森佳容            |
| 第30話（第132話）     |          | 艾卡、狂暴！                           | 勇格躁動不安！                       | 艾卡 一團混亂                        | 大川俊道          | 博多正壽                          | 清水一伸                   | 服部益實 富吉幸希 二上由佳子                                                           | 牧內桃子 長森佳容            |
| 第31話（第133話）     |          | 新生！超絕戰神！！                     | 新生！超Z武神！！                    | 新生 超Z戰神                         | 石橋大助          | 川越一生                          | 川越一生                   | 威廉·李 野間千賀子 藤木泰史                                                            | 大橋俊明 中谷友紀子 長森佳容 |
| 第32話（第134話）     |          | 魔城死亡魔城！！                       | 魔城死亡凶城！！                     | 魔城 死亡宅邸                        | 園田英樹          | 秋山勝仁                          | 奧村吉昭                   | 長森佳容                                                                               | 長森佳容                     |
| 第33話（第135話）     |          | 戰慄！死亡魔城的陷阱！！               | 恐怖！死亡凶城的陷阱！！             | 戰慄 死亡宅邸的陷阱                  | 林壯太郎          | 石山貴明                          | 千葉大輔 奧村吉昭          | 福地純平                                                                               | 福地純平 長森佳容            |
| 第34話（第136話）     |          | 合體陀螺！左右之日蝕！！               | 合體陀螺！日蝕！！                   | 合體陀螺 阿波羅阿緹蜜絲              | 大川俊道          |                                   | 白石道太                   | 岡野幸男                                                                               | 牧內桃子 長森佳容            |
| 第35話（第137話）     |          | 炎神！超絕巨神！！                     | 炎神！超Z巨神！！                    | 焰神 超Z巨神                         | 大川俊道          | 奧田誠治                          | 寺田素都                   | 渡邊奈月 寺田素都                                                                      | 中谷友紀子 長森佳容          |
| 第36話（第138話）     |          | 艾卡、黑暗的戰鬥！！                   | 勇格！跟黑暗決戰！！                 | 艾卡 與黑暗對決                      | 石橋大助          | 奧村吉昭                          | 日下直義                   | 藤田和行 二上由佳子 富吉幸希                                                           | 長森佳容                     |
| 第37話（第139話）     |          | 超絕衝突！魔城的決戰！！               | 超絕激戰！魔城的決戰！！             | 超Z衝突 魔城之決戰                   | 石橋大助          | 秋山勝仁                          | 青木洋一郎                 | 渡邊奈月                                                                               | 大橋俊明 長森佳容            |
| 第38話（第140話）     |          | 爆裂誕生！超絕勇士！！                 | 爆裂誕生！超Z勇士！！                | 爆烈誕生 超Z勇士                     | 福嶋幸典          | 羽鳥潤                            | 川越一生                   | 牧內桃子 青木昭仁 村田陽祐 橫松雄馬                                                    | 牧內桃子 大橋俊明 長森佳容   |
| 第39話（第141話）     |          | 艾卡、靈魂的再戰！！                   | 勇格，靈魂的復仇戰！！               | 艾卡 魂之復仇                        | 林壯太郎          | 奧田誠治                          | 石田暢                     | 福地純平 角谷知美 藤木泰史                                                             | 福地純平 長森佳容            |
| 第40話（第142話）     |          | 風之騎士天空騎士！                     | 風之騎士飛空騎士！！                 | 風之騎士 空翔騎士                    | 園田英樹          | 石山貴明                          | 青木洋一郎                 | 中谷友紀子 野間千賀子 飯飼一幸 橫松雄馬                                                | 長森佳容 中谷友紀子          |
| 第41話（第143話）     |          | 魔王(哈特)VS神(菲)！！                 | 赫斯對阿輝！！                       | 魔王VS神                             | 園田英樹          | 奧村吉昭                          | 寺田素都                   | 渡邊奈月                                                                               | 大橋俊明 長森佳容            |
| 第42話（第144話）     |          | 皇家對戰！戰略大作戰！！               | 大混戰！戰術大作戰！！               | 皇家對戰 戰術大對決                  | 大川俊道          |                                   | 工藤廣顯                   | 岡野幸男                                                                               | 牧內桃子 長森佳容            |
| 第43話（第145話）     |          | 破壞神！死亡鳳凰！！                   | 破壞神！死亡鳳凰！！                 | 破壞神 死亡鳳凰                      | 大川俊道          | 秋山勝仁                          | 清水一伸                   | 服部益實 富吉幸希 二上由佳子                                                           | 福地純平 長森佳容            |
| 第44話（第146話）     |          | 超絕特訓、王國編！！                   | 超絕特訓！王國篇！！                 | 超Z特訓 王國篇                       | 石橋大助          | 羽鳥潤                            | 千葉大輔                   | 前原薰 吉田肇                                                                          | 長森佳容                     |
| 第45話（第147話）     |          | 超絕特訓、大草原編！！                 | 超絕特訓！熱帶草原篇！！             | 超Z特訓 大草原篇                     | 福嶋幸典          | 奧田誠治                          | 青木洋一郎                 | 橫松雄馬 威廉·李 青木昭仁 飯飼幸一                                                     | 大橋俊明 長森佳容            |
| 第46話（第148話）     |          | 飛翔吧！空中大決戰！！                 | 飛吧！空中大決戰！！                 | 飛吧 空中大決戰                      | 林壯太郎          | 石山貴明                          | 赤井倍人                   | 福地純平                                                                               | 福地純平 長森佳容            |
| 第47話（第149話）     |          | 炎神VS破壞神！！                       | 炎神對破壞之神！！                   | 焰神VS破壞神                         | 石橋大助          | 奧村吉昭                          | 寺田素都                   | 渡邊奈月                                                                               | 牧內桃子 長森佳容            |
| 第48話（第150話）     |          | 我們的爆旋陀螺！                       | 我們的！                             | 我們的戰鬥陀螺                       | 福嶋幸典          | 羽鳥潤                            | 粟井重紀                   | 前原薰 吉田肇                                                                          | 大橋俊明 長森佳容            |
| 第49話（第151話）     |          | 艾卡VS菲！！                           | 勇格對阿輝！！                       | 艾卡VS菲                             | 園田英樹          |                                   | 工藤寬顯                   | 岡野幸男 宇津木勇                                                                      | 長森佳容                     |
| 第50話（第152話）     |          | 艾卡、超絕共鳴！！                     | 勇格，超絕共鳴！！                   | 艾卡 超Z共鳴                         | 園田英樹          | 川越一生                          | 川越一生                   | 村田陽祐 威廉·李 福地純平                                                              | 福地純平 長森佳容            |
| 第51話（第153話）     |          | 羈絆！艾卡VS小躍！！                   | 我們的牽絆！勇格對霸斗！             | 連結 艾卡VS霸斗                      | 大川俊道          | 山口健太郎                        | 山口健太郎                 | 牧內桃子 野間千賀子                                                                    | 牧內桃子 長森佳容            |
| 第4期（GT）           |          |                                        |                                      |                                      |                   |                                   |                            |                                                                                        |                              |
| 第1話（第154話）      |          | 獲勝吧皇牌神龍！                       | 全力以赴吧，皇牌龍神                 | 來真的 超絕天龍                      | 園田英樹          | 秋山勝仁                          | 寺田素都                   | 渡邊奈月                                                                               | 大橋俊明 長森佳容            |
| 第2話（第155話）      |          | 帥極了戰神阿修羅！                     | 戰神阿修羅好帥啊                     | 有夠讚 武神阿修羅                    | 園田英樹          | 秋山勝仁                          | 寺田素都                   | 渡邊奈月                                                                               | 牧內桃子 長森佳容            |
| 第3話（第156話）      |          | 當真的！？巫師魔龍！！                 | 真是魔法！？魔法魔龍！               | 真的假的 巫師魔龍                    | 石橋大助          | 羽鳥潤                            | 山本貴之                   | 橫松雄馬                                                                               | 福地純平 長森佳容            |
| 第4話（第157話）      |          | 炎之格蘭神龍！                         | 火焰的格蘭龍神                       | 燃燒的雄偉天龍                       | 石橋大助          | 羽鳥潤                            | 山本貴之                   | 青木昭仁 飯飼一幸                                                                      | 長森佳容                     |
| 第5話（第158話）      |          | 皇牌神龍VS巫師魔龍！                   | 皇牌龍神對魔法魔龍                   | 天龍VS魔龍                           | 福嶋幸典          | 川越一生                          | 山本貴之                   | 野間千賀子 村田陽祐 青木昭仁                                                           | 大橋俊明 長森佳容            |
| 第6話（第159話）      |          | 爆速格蘭一擊！                         | 爆速格蘭重擊                         | 爆速雄偉跳擊                         | 福嶋幸典          | 不適用                            | 奧村吉昭                   | 牧內桃子 橫松雄馬                                                                      | 牧內桃子 長森佳容            |
| 第7話（第160話）      |          | 挑戰小躍！                             | 我要挑戰霸斗                         | 挑戰霸斗                             | 園田英樹          | 寺田素都                          | 寺田素都                   | 渡邊奈月                                                                               | 福地純平 長森佳容            |
| 第8話（第161話）      |          | 燃起來陀螺嘉年華！                     | 熱烈的陀螺嘉年華                     | 燃燒吧 戰鬥陀螺嘉年華                | 園田英樹          | 秋山勝仁                          | 寺田素都                   | 渡邊奈月                                                                               | 長森佳容                     |
| 第9話（第162話）      |          | 包括一切♠審判小丑！                    | 孤注一擲！審判小丑！                 | 全下 審判小丑                        | 福嶋幸典          |                                   | 千葉大輔                   | 前原薰                                                                                 | 大橋俊明 長森佳容            |
| 第10話（第163話）     |          | 獲得勝利的對戰最佳4人！                | 要全力以赴的四強賽                   | 認真對戰 前4強                       | 福嶋幸典          | 守田芸成                          | 牧內桃子                   | 牧內桃子 長森佳容                                                                      |                              |
| 第11話（第164話）     |          | 勝利VS詭計！                           | 全力以赴與賭運氣！                   | 認真vs花招                           | 石橋大助          | 羽鳥潤                            | 山本貴之                   | 村田陽祐 福地純平                                                                      | 福地純平 長森佳容            |
| 第12話（第165話）     |          | 重鋼雙極神槍！                         | 重鋼 雙星聖槍                        | 重鋼雙生神槍                         | 石橋大助          | 川越一生                          | 川越一生                   | 青木昭仁 橫松雄馬                                                                      | 中谷友紀子 長森佳容          |
| 第13話（第166話）     |          | 決定了勝利射擊！                       | 全力以赴地發射吧                     | 一定要成功 真格射擊                  | 石橋大助          | 秋山勝仁 寺田素都                 | 寺田素都                   | 渡邊奈月                                                                               | 大橋俊明 長森佳容            |
| 第14話（第167話）     |          | 嚴肅認真的炸裂黃金渦輪！               | 全力以赴的黃金渦輪                   | 超認真爆發 黃金渦漩                  | 石橋大助          | 秋山勝仁                          | 寺田素都                   | 渡邊奈月                                                                               | 牧內桃子 長森佳容            |
| 第15話（第168話）     |          | 小武VS迪特！！                         | 阿武對迪特                           | 武VS德塔                             | 園田英樹          | 森健                              | 守田芸成                   | 福地純平                                                                               | 福地純平 長森佳容            |
| 第16話（第169話）     |          | 惡魔的陀螺、消抹破壞神！               | 惡魔陀螺，滅絕惡龍                   | 魔鬼的陀螺 猛毒破壞神                | 園田英樹          | 森健                              | 千葉大輔                   | 前原薰                                                                                 | 長森佳容                     |
| 第17話（第170話）     |          | 飛翔、天堂天馬！                       | 飛翔吧，聖殿天馬！                   | 飛翔 天國飛馬                        | 福嶋幸典          | 羽鳥潤                            | 山本貴之                   | 青木昭仁 橫松雄馬 威廉·李                                                              | 大橋俊明 長森佳容            |
| 第18話（第171話）     |          | 崩壞的藝術、恐懼巴哈姆特！             | 最恐怖的藝術，恐懼龍王               | 超猛藝術 戰慄巴哈姆特                | 石橋大助          | 森健                              | 川越一生                   | 村田陽祐                                                                               | 牧內桃子 長森佳容            |
| 第19話（第172話）     |          | 閃光、閃耀十字架！                     | 閃光！閃光十字！                     | 乍現 閃光交叉                        | 石橋大助          | 森健                              | 寺田素都                   | 渡邊奈月                                                                               | 福地純平 長森佳容            |
| 第20話（第173話）     |          | 天然VS神之子！                         | 天然呆對神之子！                     | 天然呆VS神之子                       | 福嶋幸典          | 寺田素都                          | 寺田素都                   | 渡邊奈月                                                                               | 長森佳容                     |
| 第21話（第174話）     |          | 天空之戰！                             | 天空之戰                             | 天空之戰                             | 福嶋幸典          | 森健                              | 千葉大輔                   | 前原薰                                                                                 | 大橋俊明 長森佳容            |
| 第22話（第175話）     |          | 出來了6強！戰鬥之旅！                  | 要擲到6！決戰之旅！！                | 來吧六 對戰之旅                      | 園田英樹          | 秋山勝仁                          | 守田芸成                   | 牧內桃子                                                                               | 牧內桃子 長森佳容            |
| 第23話（第176話）     |          | 轉動！前進！未獲勝！                   | 擲骰！前進！出線了                   | 轉吧 前進 一定要勝出                 | 園田英樹          | 川越一生                          | 川越一生                   | 福地純平                                                                               | 福地純平 長森佳容            |
| 第24話（第177話）     |          | 衝突GT3！                              | GT3之間的激鬥！                      | 激戰 GT3                             | 福嶋幸典          | 山本貴之                          | 山本貴之                   | 威廉·李 村田陽祐 橫松雄馬 青木昭仁                                                     | 長森佳容                     |
| 第25話（第178話）     |          | 挑戰艾卡！                             | 挑戰勇格                             | 挑戰艾卡                             | 福嶋幸典          | 森健                              | 寺田素都                   | 渡邊奈月                                                                               | 大橋俊明 長森佳容            |
| 第26話（第179話）     |          | 勝利！小武VS艾卡！！                   | 全力以赴！阿武對勇格！！             | 來真的 武VS.艾卡                     | 石橋大助          | 森健                              | 寺田素都                   | 渡邊奈月                                                                               | 牧內桃子 長森佳容            |
| 第27話（第180話）     |          | 發光吧、我的黃金渦輪！                 | 閃耀吧，我的黃金渦輪！               | 發亮吧 我的黃金渦漩                  | 石橋大助          | 秋山勝仁                          | 福元慎一                   | 菅原浩喜 相原理沙 漢人寬子                                                             | 福地純平 長森佳容            |
| 第28話（第181話）     |          | 超絕！艾卡VS迪特！！                   | 超絕！勇格對迪特！！                 | 超Z 艾卡VS.德塔                      | 福嶋幸典          | 羽鳥潤                            | 千葉大輔                   | 前原薰 森田實                                                                          | 長森佳容                     |
| 第29話（第182話）     |          | 來襲！HELL之王·亞瑟！！                | HELL之王亞瑟，突然現身！             | 來襲 地獄之王・亞瑟                  | 福嶋幸典          | 森健                              | 山本貴之                   | 青木昭仁 橫松雄馬 威廉·李                                                              | 大橋俊明 長森佳容            |
| 第30話（第183話）     |          | 終焉的陀螺、主宰末世！                 | 終結一切的陀螺，主宰末世！           | 絕命陀螺 滅世神                      | 石橋大助          | 森健                              | 福山大                     | 村田陽祐                                                                               | 福地純平 長森佳容            |
| 第31話（第184話）     |          | 勝利誕生！帝國神龍！！                 | 新陀螺！帝皇龍神誕生！！             | 全力降生 帝王天龍                    | 園田英樹          | 秋山勝仁                          | 寺田素都                   | 渡邊奈月                                                                               | 大橋俊明 長森佳容            |
| 第32話（第185話）     |          | 摩天樓的戰鬥！                         | Hell Tower的對戰！                   | 摩天樓之戰                           | 石橋大助          | 寺田素都                          | 寺田素都                   | 渡邊奈月                                                                               | 長森佳容                     |
| 第33話（第186話）     |          | 創世紀發動！！                         | 王裝創世發動！！                     | 創世神啟動                           | 園田英樹          | 羽鳥潤                            | 千葉大輔                   | 前原薰 森田實                                                                          | 大橋俊明 長森佳容            |
| 第34話（第187話）     |          | 逆襲的消抹破壞神！！                   | 滅絕惡龍的反擊！！                   | 逆襲破壞神                           | 園田英樹          | 森健                              | 守田芸成                   | 牧內桃子                                                                               | 牧內桃子 長森佳容            |
| 第35話（第188話）     |          | 帝國神龍VS主宰末世！                   | 帝皇龍神對主宰末世！                 | 天龍VS.滅世神                        | 福嶋幸典          | 森健                              | 山本貴之                   | 福地純平 村田陽祐                                                                      | 福地純平 長森佳容            |
| 第36話（第189話）     |          | 可以破壞嗎！？無限鎖扣系統！！         | 能不能攻破無限鎖定系統呢！？         | 破的了嗎 無限卡榫系統                | 福嶋幸典          | 川越一生                          | 山本貴之                   | 青木昭仁 威廉·李 橫松雄馬                                                              | 長森佳容                     |
| 第37話（第190話）     |          | 最高VS完全！                           | 帝皇龍神對王裝創世！                 | 天龍VS.創世神                        | 石橋大助          | 秋山勝仁                          | 寺田素都                   | 渡邊奈月                                                                               | 大橋俊明 長森佳容            |
| 第38話（第191話）     |          | 極光！高級渦輪！！                     | 極光！超級渦輪！！                   | 極光 超級渦輪                        | 園田英樹          | 羽鳥潤                            | 寺田素都                   | 渡邊奈月                                                                               | 牧內桃子 長森佳容            |
| 第39話（第192話）     |          | 甦醒的消抹破壞神！！                   | 甦醒吧，盟主惡龍！！                 | 甦醒吧 破壞神                        | 石橋大助          |                                   | 奧村吉昭                   | 福地純平                                                                               | 福地純平 長森佳容            |
| 第40話（第193話）     |          | 閃耀吧盟主粉碎！！                     | 閃耀吧，盟主重擊！！                 | 發光吧 究極毀滅                      | 園田英樹          | 千葉大輔                          | 前原薰 森田實              | 長森佳容                                                                               |                              |
| 第41話（第194話）     |          | 創世！炸裂創世！！                     | 創世！爆裂創世！！                   | 創世 爆烈創世神                      | 園田英樹          | 福山大                            | 福山大                     | 威廉·李 村田陽祐                                                                       | 大橋俊明 長森佳容            |
| 第42話（第195話）     |          | 超速！超轉！超擊！                     | 超級的速度！回轉力！和攻擊！         | 超速 超轉 超擊                       | 福嶋幸典          | 奧村吉昭                          | 川越一生                   | 青木昭仁 橫松雄馬                                                                      | 牧內桃子 長森佳容            |
| 第43話（第196話）     |          | 發光吧武神！                           | 發光吧，戰神阿修羅！                 | 發光吧 武神！                        | 福嶋幸典          | 寺田素都                          | 寺田素都                   | 渡邊奈月                                                                               | 中谷友紀子 長森佳容          |
| 第44話（第197話）     |          | 勝利對決！wbba. VS HELL！！            | 全力以赴對戰吧！wbba對HELL！         | 認真對決 世界戰鬥陀螺協會VS 地獄組織 | 石橋大助          | 秋山勝仁                          | 寺田素都                   | 渡邊奈月                                                                               | 長森佳容                     |
| 第45話（第198話）     |          | 帝國神龍究極覺醒！！                   | 帝皇龍神究極覺醒！！                 | 天龍終極覺醒                         | 石橋大助          | 羽鳥潤                            | 千葉大輔                   | 前原薰 森田實                                                                          | 中谷友紀子 大橋俊明 長森佳容 |
| 第46話（第199話）     |          | 漆黑的戰栗陀螺！                       | 漆黑的恐懼迴旋！                     | 漆黑的戰慄迴旋                       | 石橋大助          |                                   | 工藤寬顯                   | 宇津木勇                                                                               | 牧內桃子 長森佳容            |
| 第47話（第200話）     |          | 勝利激鬥！標籤對戰！！                 | 超級激烈的二對二團體戰！！           | 超激烈 雙打對戰                      | 福嶋幸典          | 山本貴之                          | 山本貴之                   | 福地純平                                                                               | 福地純平 長森佳容            |
| 第48話（第201話）     |          | 最強的方程式！！                       | 最強的方程式！！                     | 最強方程式                           | 福嶋幸典          | 奧村吉昭                          | 福山大                     | 青木昭仁 橫松雄馬                                                                      | 中谷友紀子 長森佳容          |
| 第49話（第202話）     |          | 最高的標籤對戰！！                     | 最精彩的團體戰！！                   | 最棒的雙打賽                         | 福嶋幸典          | 川越一生                          | 川越一生                   | 上田華子 村田陽祐 威廉·李                                                              | 大橋俊明 長森佳容            |
| 第50話（第203話）     |          | 這就是勝利！！                         | 這才是勝利行者！！                   | 這就是完全勝利隊                     | 石橋大助          | 博多正壽                          | 千葉大輔                   | 前原薰 森田實                                                                          | 長森佳容                     |
| 第51話（第204話）     |          | 勝利友情！大師神龍！！                 | 最真摯的友情！盟主龍神               | 真正的友情 究極天龍                  | 園田英樹          | 寺田素都                          | 寺田素都                   | 渡邊奈月                                                                               | 中谷友紀子 長森佳容          |
| 第52話（第205話）     |          | 嚴肅認真！小武VS格溫！！               | 全力以赴！阿武對格溫！！             | 來真的 武VS關                        | 園田英樹          | 秋山勝仁                          | 寺田素都                   | 渡邊奈月                                                                               | 福地純平 長森佳容            |
| 第5期（超王）         |          |                                        |                                      |                                      |                   |                                   |                            |                                                                                        |                              |
| 第1話（第206話）      |          | 爆旋陀螺革命！！                       | 革命！！                             | 戰鬥陀螺革命                         | 園田英樹          | 秋山勝仁 山口健太郎               | 山口健太郎 堀內良平 羽鳥潤 | 牧內桃子 青木昭仁 秋田英人 森口弘之 洪范錫 K-production                                | 大橋俊明 長森佳容            |
| 第2話（第207話）      |          | 太陽的陀螺！超級太陽神和王者炎陽神！！ | 太陽的陀螺！太陽神和炎陽神！！       | 太陽的陀螺 赫伯隆和赫里歐            | 園田英樹          | 秋山勝仁 山口健太郎               | 山口健太郎 堀內良平 羽鳥潤 | 牧內桃子 青木昭仁 秋田英人 森口弘之 洪范錫 K-production                                | 大橋俊明 長森佳容            |
| 第3話（第208話）      |          | 目標是超王射擊！！                     | 目標是超王射擊！                     | 目標 超王射擊                        | 石橋大助          | 羽鳥潤                            | 森田侑希 羽鳥潤            | 前原薰 森田實 大西陽一                                                                 | 中谷友紀子 長森佳容          |
| 第4話（第209話）      |          | 打倒翱翔末日！！                       | 打倒翱翔末日吧！                     | 把邪神轟出去                         | 石橋大助          | 羽鳥潤                            | 工藤寬顯 羽鳥潤            | 青木真理子 宇津木勇                                                                    | 福地純平 長森佳容            |
| 第5話（第210話）      |          | 決定了 王者打擊！                      | 要贏啊！王者突擊！                   | 成功吧 王者打擊                      | 福嶋幸典          | 寺田素都                          | 寺田素都 羽鳥潤            | 渡邊奈月                                                                               | 中谷友紀子 長森佳容          |
| 第6話（第211話）      |          | 挑戰吧 魔咒撒旦！                      | 挑戰魔咒撒旦！                       | 下戰帖 詛咒撒旦                      | 福嶋幸典          |                                   | 寺田素都 羽鳥潤            | 渡邊奈月 寺田素都                                                                      | 中谷友紀子 長森佳容          |
| 第7話（第212話）      |          | 聽到陀螺的聲音！                       | 聽聽陀螺的心聲吧！                   | 傾聽陀螺的聲音                       | 園田英樹          | 福山大                            | 福山大 羽鳥潤              | 橫松雄馬 青木昭仁                                                                      | 大橋俊明 長森佳容            |
| 第8話（第213話）      |          | 怪物登場！！                           | 費利迪拉賀亞登場！！                 | 弗利迪萊亞登場                       | 園田英樹          | 山本貴之                          | 山本貴之 羽鳥潤            | 上田華子 威廉·李                                                                       | 長森佳容                     |
| 第9話（第214話）      |          | 幻龍！幻影魔龍！！                     | 幻龍！幻象魔龍！                     | 幻龍 幻影魔龍                        | 園田英樹          | 羽鳥潤                            | 森田侑希 羽鳥潤            | 前原薰 森田實                                                                          | 大橋俊明 長森佳容            |
| 第10話（第215話）     |          | 攻擊NG！？攻擊NG！！                   | 不讓進攻！？不讓進攻啊！！           | 攻撃NG 攻撃NG                        | 福嶋幸典          | 秋山勝仁                          | 粟井重紀 羽鳥潤            | 吉田肇 森田實 高橋公平 張昀 金珍瑛                                                     | 大橋俊明 長森佳容            |
| 第11話（第216話）     |          | 夢的標籤對戰！！                       | 夢幻的雙人賽！！                     | 夢寐以求的雙人對戰                   | 福嶋幸典          | 寺田素都                          | 寺田素都 羽鳥潤            | 渡邊奈月                                                                               | 長森佳容                     |
| 第12話（第217話）     |          | 白鷺城×鬼島！                          | 白鷺城與鬼之島！                     | 白鷺城 X 鬼之島                      | 石橋大助          |                                   | 寺田素都 羽鳥潤            | 渡邊奈月                                                                               | 中谷友紀子 長森佳容          |
| 第13話（第218話）     |          | 攻略吧 鬼之地下城！！                  | 攻略惡鬼地下城！！                   | 征服它吧 鬼之地堡                    | 石橋大助          | 福山大 羽鳥潤                     | 福地純平                   | 福地純平 長森佳容                                                                      |                              |
| 第14話（第219話）     |          | 激嵐！憤怒聖槍！！                     | 暴風雨！狂怒聖槍！                   | 狂風暴雨 狂暴神槍                    | 園田英樹          | 山本貴之                          | 山本貴之 羽鳥潤            | 橫松雄馬 青木昭仁                                                                      | 大橋俊明 長森佳容            |
| 第15話（第220話）     |          | 漆黑的太陽！變異路西法！！             | 漆黑的太陽！變幻路西法！！           | 漆黑的太陽！異變路西法               | 園田英樹          | 羽鳥潤                            | 千葉大輔 羽鳥潤            | 前原薰 森田實                                                                          | 長森佳容                     |
| 第16話（第221話）     |          | 結界！變異之墻！！                     | 結界！變幻鐵壁！                     | 結界 異變高牆                        | 園田英樹          | 秋山勝仁 山口健太郎               | 工藤寬顯 羽鳥潤            | 青野厚司                                                                               | 福地純平 長森佳容            |
| 第17話（第222話）     |          | 天國！？地獄！！                       | 是天堂！？還是地獄！！               | 天國 地獄                            | 福嶋幸典          | 奧村吉昭                          | 寺田素都 羽鳥潤            | 渡邊奈月                                                                               | 大橋俊明 長森佳容            |
| 第18話（第223話）     |          | 勝利般的來了！！                       | 高手現身！！                         | 來真的來了                           | 福嶋幸典          | 寺田素都                          | 寺田素都 羽鳥潤            | 渡邊奈月                                                                               | 中谷友紀子 長森佳容          |
| 第19話（第224話）     |          | 嵐龍！雷暴神龍！！                     | 暴風之龍！暴風神龍！                 | 嵐龍！風暴天龍                       | 石橋大助          | 羽鳥潤                            | 山本貴之 羽鳥潤            | 青木昭仁 橫松雄馬                                                                      | 長森佳容                     |
| 第20話（第225話）     |          | 暴虐的火焰 蓮！！                      | 殘暴的閃焰！阿蓮！                   | 暴虐的火焰 琳恩                      | 石橋大助          | 羽鳥潤                            | 山本貴之 羽鳥潤            | 福地純平                                                                               | 福地純平 長森佳容            |
| 第21話（第226話）     |          | 革命激震！！傳奇慶典！！               | 打破傳說！傳奇節開幕！               | 革命激盪 傳奇慶典                    | 園田英樹          |                                   | 粟井重紀 羽鳥潤            | 前原薰 張昀                                                                            | 大橋俊明 長森佳容            |
| 第22話（第227話）     |          | 超絕！無限勇士！！                     | 超絕！無盡勇士！！                   | 超絕 無限勇士                        | 園田英樹          | Park Chi Man Sung Won Yong 羽鳥潤 | Kim Sung Wan               | 長森佳容                                                                               |                              |
| 第23話（第228話）     |          | 日向&蓮VS光&艾卡！！                   | 日向、阿蓮對阿光、勇格               | 日向加琳恩對光加艾卡                 | 福嶋幸典          | 秋山勝仁                          | 寺田素都 羽鳥潤            | 渡邊奈月                                                                               | 福地純平 長森佳容            |
| 第24話（第229話）     |          | 友情的神之對決！                       | 友情的神級對戰！                     | 友情之神對戰                         | 福嶋幸典          | 寺田素都                          | 寺田素都 羽鳥潤            | 渡邊奈月 寺田素都                                                                      | 中谷友紀子 長森佳容          |
| 第25話（第230話）     |          | 男子漢的標籤對戰！                     | 男子漢的雙人賽！                     | 男子漢的搭檔對戰                     | 石橋大助          | 上田華子                          | 上田華子 羽鳥潤            | 橫松雄馬 青木昭仁                                                                      | 大橋俊明 長森佳容            |
| 第26話（第231話）     |          | GT VS 超絕！！                         | 全力以赴對超絕！                     | 來真的VS超絕                         | 石橋大助          | 四之宮春                          | 四之宮春 羽鳥潤            | 大西陽一 森田實 金珍瑛 毛應星                                                          | 長森佳容                     |
| 第27話（第232話）     |          | 成為贏家 興奮興奮興奮！                | 爭取出線 嗖嗖聲地上吧！              | 一路贏到底 衝衝衝啊                  | 園田英樹          | 羽鳥潤                            | 菱川直樹 羽鳥潤            | 崎山知明 中澤勇一                                                                      | 福地純平 長森佳容            |
| 第28話（第233話）     |          | 最強無敵VS新世代！！                   | 最強無敵對新世代！                   | 最強無敵VS新世代                     | 福嶋幸典          | 奧村吉昭                          | 菱川直樹 羽鳥潤            | 市川敬三 榊原智次                                                                      | 大橋俊明 長森佳容            |
| 第29話（第234話）     |          | 打倒小躍！！                           | 打敗霸斗！！                         | 打敗霸斗                             | 福嶋幸典          | 森健                              | 寺田素都 羽鳥潤            | 渡邊奈月                                                                               | 中谷美紀子 長森佳容          |
| 第30話（第235話）     |          | 爆炎的死鬥！！                         | 爆炎的大激鬥！                       | 爆焰之生死鬥                         | 園田英樹          | 秋山勝仁                          | 寺田素都 羽鳥潤            | 渡邊奈月                                                                               | 中谷美紀子 長森佳容          |
| 第31話（第236話）     |          | 決勝！小躍VS蓮！！                     | 激烈的決賽！霸斗對阿蓮！！           | 決勝！霸斗VS琳恩                     | 石橋大助          | 福山大                            | 福山大 羽鳥潤              | 橫松雄馬 青木昭仁                                                                      | 長森佳容                     |
| 第32話（第237話）     |          | 突破界限！燃燒太陽神和火山炎陽神！！   | 突破界限！太陽神 炎陽神              | 界限突破 赫伯隆 赫里歐               | 園田英樹          | 山本貴之                          | 山本貴之 羽鳥潤            | KU JA CHEON CHA MYOUNG JUN                                                             | 大橋俊明 長森佳容            |
| 第33話（第238話）     |          | 紅蓮的鬼神！世界巨神！！               | 紅蓮鬼神！世界巨神！！               | 紅蓮之鬼神 世界巨神                  | 園田英樹          | 森健                              | 森田侑希 羽鳥潤            | 吉田肇 森田實 德倉榮一                                                                 | 大橋俊明 長森佳容            |
| 第34話（第239話）     |          | 組隊對決！小躍&小愁！！                | 雙人對決！霸斗和阿愁組隊！           | 雙人對決 霸斗&紅修                   | 福嶋幸典          | 森健                              | 菱川直樹 羽鳥潤            | 齋藤香 武本大介                                                                        | 長森佳容                     |
| 第35話（第240話）     |          | 逆襲的終末路西法！！                   | 終末路西法的反擊！！                 | 終末路西法的逆襲                     | 福嶋幸典          | 秋山勝仁                          | 寺田素都 羽鳥潤            | 渡邊奈月                                                                               | 中谷友紀子 長森佳容          |
| 第36話（第241話）     |          | 電腦！虛擬陀螺！！                     | 爆旋陀螺虛擬對戰！                           | 電腦 戰鬥陀螺虛擬對戰                | 石橋大助          | 寺田素都                          | 寺田素都 羽鳥潤            | 渡邊奈月                                                                               | 中谷友紀子 長森佳容          |
| 第37話（第242話）     |          | 最棒的組隊搭檔！！                     | 最好的雙人賽搭檔！！                 | 最棒的搭檔夥伴                       | 園田英樹          | 福山大                            | 福山大 羽鳥潤              | 福地純平                                                                               | 福地純平 長森佳容            |
| 第38話（第243話）     |          | 開幕！傳奇超級組隊聯賽！！             | 傳奇超級雙人錦標賽開幕！             | 開幕 傳奇頂尖拍檔聯賽                | 石橋大助          | 羽鳥潤                            | 粟井重紀 羽鳥潤            | 高橋公平 金珍瑛 毛應星                                                                 | 長森佳容                     |
| 第39話（第244話）     |          | 攻略！究極風暴！！                     | 攻略！終極暴風對戰盤！！             | 征服 終極暴風                        | 福嶋幸典          | 森健                              | 千葉大輔 羽鳥潤            | 大西陽一 吉田肇 岳明鋒 毛應星 楊國福                                                   | 大橋俊明 長森佳容            |
| 第40話（第245話）     |          | 衝突！各自的牽絆！！                   | 衝突！各自的牽絆！                   | 衝突 各自的牽絆                      | 福嶋幸典          | 森健                              | 菱川直樹 羽鳥潤            | 崎山知明 中澤勇一                                                                      | 福地純平 長森佳容            |
| 第41話（第246話）     |          | 白熱的傳說之戰！                       | 白熱化的傳奇對戰！                   | 熾熱的傳奇陀螺手之戰                 | 園田英樹          | 川越一生                          | 寺田素都 羽鳥潤            | 渡邊奈月                                                                               | 中谷友紀子 長森佳容          |
| 第42話（第247話）     |          | 燃燒吧火焰！合體！！                   | 燃燒吧閃焰！糖黐豆！                 | 點燃火焰吧 合體                      | 園田英樹          | 寺田素都                          | 寺田素都 羽鳥潤            | 渡邊奈月                                                                               | 中谷友紀子 長森佳容          |
| 第43話（第248話）     |          | 同歸於盡！？界限突破・終末！！         | 攻擊自己人！？極限突破終末！！       | 自己打自己 界限突破終末              | 園田英樹          | 福山大                            | 福山大 羽鳥潤              | 橫松雄馬 青木昭仁                                                                      | 大橋俊明 長森佳容            |
| 第44話（第249話）     |          | 界限特訓！噴射飛龍！！                 | 極限特訓！噴射飛龍！                 | 極限特訓 疾速翼龍                    | 福嶋幸典          | 羽鳥潤                            | 真野玲 羽鳥潤              | 金大勳                                                                                 | 福地順平 長森佳容            |
| 第45話（第250話）     |          | 灼熱！男子氣！勝利對決！               | 灼熱！男子氣概！全力對戰！           | 火熱 男子氣概 真對戰                 | 石橋大助          | 森健                              | 森田侑希 羽鳥潤            | 毛應星 張昀                                                                            | 長森佳容                     |
| 第46話（第251話）     |          | 狂風暴雨！上升風暴！！                 | 猛烈的狂怒暴風！                     | 暴風雨 狂怒暴風                      | 石橋大助          | 森健                              | 千葉大輔 羽鳥潤            | 南伸一郎 高橋公平 吉田肇                                                               | 福地純平 長森佳容            |
| 第47話（第252話）     |          | 沒辦法合體！！                         | 做不到糖黐豆！                       | 合體辦不到                           | 福嶋幸典          | 奧村吉昭                          | 菱川直樹 羽鳥潤            | 武本大介 榊原智次                                                                      | 大橋俊明 長森佳容            |
| 第48話（第253話）     |          | 陀螺的羈絆！！                         | 陀螺的牽絆！！                       | 陀螺交織的友誼                       | 園田英樹          | 四之宮春                          | 四之宮春 羽鳥潤            | 牧內桃子 橫松雄馬                                                                      | 長森佳容                     |
| 第49話（第254話）     |          | 強氣！弱氣？沒天氣！？                 | 膽子大！沒膽量？安於現狀！？         | 勇敢 膽小 神經大條                   | 石橋大助          | 奧村吉昭                          | 寺田素都 羽鳥潤            | 渡邊奈月                                                                               | 大橋俊明 長森佳容            |
| 第50話（第255話）     |          | 超越吧！傳奇之壁！！                   | 超越！傳奇陀螺手！！                 | 超越 傳奇的高牆                      | 石橋大助          | 羽鳥潤                            | 寺田素都 羽鳥潤            | 渡邊奈月                                                                               | 福地純平 長森佳容            |
| 第51話（第256話）     |          | 革命吧！最終決戰！！                   | 最終決戰！開幕了！                   | 革命了 最終決戰                      | 園田英樹          | 森健                              | 菱川直樹 羽鳥潤            | 崎山知明 中澤勇一                                                                      | 長森佳容                     |
| 第52話（第257話）     |          | 突破界限！我們的太陽！！               | 突破界限！我們的太陽！！             | 突破極限 我們的太陽                  | 園田英樹          | 上田華子                          | 上田華子 羽鳥潤            | 福地純平                                                                               | 福地純平 長森佳容            |
| 第6期（DB<爆破對戰>） |          |                                        |                                      |                                      |                   |                                   |                            |                                                                                        |                              |
| 第1話（第258話）      |          | 魔王！爆裂魔王！！                     | 魔界之王！爆裂魔王！                 | 魔王 爆破貝利亞                      | 大川俊道          | 秋山勝仁 吳珍九                   | 福山大 山本貴之 羽鳥潤     | 青木昭仁 五十嵐優香 宮井加奈 本田隆 岩崎夏奈 洪范錫                                    | 大橋俊明 宮井加奈 長森佳容   |
| 第2話（第259話）      |          | 魔王VS絕對王者                         | 魔王對絕對王者                       | 貝利亞對戰神槍                       | 大川俊道          | 秋山勝仁 吳珍九                   | 福山大 山本貴之 羽鳥潤     | 青木昭仁 五十嵐優香 宮井加奈 本田隆 岩崎夏奈 洪范錫                                    | 大橋俊明 宮井加奈 長森佳容   |
| 第3話（第260話）      |          | 陀螺的墓地！魔界之門！！               | 陀螺的葬身之地！魔界之門！！         | 陀螺的墳場 魔界之門                  | 園田英樹          | 寺田素都                          | 佐佐木瑞樹 羽鳥潤          | 櫻井木之實 魏旭龍 陳亮 杜衛峰                                                          | 橫松雄馬 長森佳容            |
| 第4話（第261話）      |          | 疾風怒濤！旋風末日！！                 | 疾風怒濤！旋風末日！！               | 疾風怒濤 螺旋邪神                    | 園田英樹          | 森健                              | 宮田亮 羽鳥潤              | 南伸一郎                                                                               | 福地純平 長森佳容            |
| 第5話（第262話）      |          | 形態改變！高&低！！                    | 切換模式！高重心與低重心！           | 模式切換 高與低                      | 大川俊道          | 羽鳥潤                            | 小野田雄亮 羽鳥潤          | 石堂伸春                                                                               | 大橋俊明 長森佳容            |
| 第6話（第263話）      |          | 對手與朋友！！                         | 勁敵與朋友                           | 對手與AMIGO(朋友)                    | 大川俊道          | 奧村吉昭                          | 鈴木勇真 羽鳥潤            | 五十嵐優香 本田隆                                                                      | 宮井加奈 長森佳容            |
| 第7話（第264話）      |          | 魔界劇場！貝魯VS小躍！！               | 魔界劇場！貝爾對霸斗！！             | 魔界劇場 貝魯對霸斗                  | 園田英樹          | 福山大                            | 福山大 羽鳥潤              | 岩崎夏奈 青木昭仁                                                                      | 橫松雄馬 長森佳容            |
| 第8話（第265話）      |          | 逆襲！爆裂轟炸！！                     | 反擊！爆裂轟炸！！                   | 逆襲 爆破轟炸                        | 園田英樹          | 西森章                            | 山本貴之 羽鳥潤            | 渡邊奈月                                                                               | 長森佳容                     |
| 第9話（第266話）      |          | 飛向魔王的世界！！                     | 魔王飛向世界！                       | 魔王翱翔全世界                       | 園田英樹          | 秋山勝仁                          | 粂田佳之 羽鳥潤            | 早川元基 平野翔 谷口繁則 中川實 高梨友美 藤野陽介                                      | 大橋俊明 長森佳容            |
| 第10話（第267話）     |          | 孤高的滅世魔龍！！                     | 孤高的滅世魔龍！！                   | 遺世獨立的滅影魔龍                   | 大川俊道          | 森健                              | 福元慎一 羽鳥潤            | 宇都木勇 奧村史郎 福本祥子 金子亞衣 菅原浩喜 野口啟生 金子匡邦                         | 宮井加奈 長森佳容            |
| 第11話（第268話）     |          | 另一個的勇者武神！！                   | 另一個武神！！                       | 另一個戰神                           | 大川俊道          | 羽鳥潤                            | 宮田亮 羽鳥潤              | 南伸一郎                                                                               | 橫松雄馬 長森佳容            |
| 第12話（第269話）     |          | 改造強化爆裂魔王！！                   | 改良強化！爆裂魔王！！               | 改造強化貝利亞                       | 園田英樹          | 奧村吉昭                          | 山崎茂 羽鳥潤              | 金田榮二                                                                               | 福地純平 長森佳容            |
| 第13話（第270話）     |          | 逆轉作戰！爆裂魔王VS滅世魔龍！！       | 逆轉戰術！爆裂魔王對滅世魔龍         | 逆轉戰術 貝利亞對魔龍                | 園田英樹          | 西森章                            | 佐佐木瑞樹 羽鳥潤          | 櫻井木之實 魏旭龍 陳亮 杜衛峰                                                          | 大橋俊明 長森佳容            |
| 第14話（第271話）     |          | 爆劍！救世武神！！                     | 爆劍！救世武神！！                   | 爆劍 聖戰戰神                        | 大川俊道          | 森健                              | 小野田雄亮 羽鳥潤          | 中谷藍 德倉榮一                                                                        | 宮井加奈 長森佳容            |
| 第15話（第272話）     |          | 邪龍的咆哮、狂哮龍王！                 | 邪龍的咆哮！狂哮龍王！               | 邪龍怒吼 咆嘯龍王                    | 大川俊道          | 福山大                            | 福山大 羽鳥潤              | 青木昭仁 岩崎夏奈 五十嵐優花 本田隆 大竹晃裕                                           | 橫松雄馬 長森佳容            |
| 第16話（第273話）     |          | 衝突覺醒！勇者武神VS救世武神！！       | 衝撞！覺醒！武神對武神！             | 衝突覺醒 戰神對戰神                  | 園田英樹          | 秋山勝仁                          | 割田圭介 羽鳥潤            | 福地純平                                                                               | 長森佳容                     |
| 第17話（第274話）     |          | 飛翔於空中的爆裂對戰旅程！             | 在空中展開的爆裂對戰之旅！           | 飛上天的爆破對戰巡迴賽               | 園田英樹          | 森健                              | 山本貴之 羽鳥潤            | 查明俊 古佳純                                                                          | 大橋俊明 長森佳容            |
| 第18話（第275話）     |          | 聖地激震！米駒學園的對戰！！           | 撼動聖地的對戰！米駒學園之戰         | 聖地激盪 米駒學園之戰                | 大川俊道          | 羽鳥潤 吳珍九                     | 粂田佳之 吳珍九 羽鳥潤     | 矢田起也 早川元基 渡邊一平太 中川實 藤野陽介 谷口繁則 川本和隆                         | 宮井加奈 福地純平 長森佳容   |
| 第19話（第276話）     |          | 新星衝突！貝魯VS拉夏多！！             | 新星激戰！貝爾對拉沙德！             | 新秀對決 貝魯與拉夏德之戰            | 大川俊道          | 森健                              | 宮田亮 羽鳥潤              | 南伸一郎                                                                               | 橫松雄馬 長森佳容            |
| 第20話（第277話）     |          | 紅色的超星！！                         | 紅色的巨星！！星際巨神               | 紅色的星際巨神                       | 園田英樹          | 博多正壽                          | 小野田雄亮 羽鳥潤          | 中谷藍 高橋恆星 德倉榮一                                                               | 福地純平 長森佳容            |
| 第21話（第278話）     |          | 魔王襲擊！貝魯VS費利！！               | 魔王襲擊！貝爾對費利！               | 魔王襲撃 貝魯與弗利之戰              | 園田英樹          | 森健                              | 佐佐木瑞樹 羽鳥潤          | 櫻井木之實 謝鑫 魏旭龍 杜衛峰 佐佐木瑞樹                                               | 大橋俊明 長森佳容            |
| 第22話（第279話）     |          | 鬼島、皇家對戰！！                     | 鬼之島上的大混戰！                   | 鬼島 多人會戰                        | 大川俊道          | 羽鳥潤                            | 山崎茂 羽鳥潤              | 金田榮二                                                                               | 宮井加奈 長森佳容            |
| 第23話（第280話）     |          | 魔王、成為僕人！！                     | 魔王要做一天的下人！                 | 魔王 變成了傭人                      | 大川俊道          | 博多正壽                          | 山本貴之 羽鳥潤            | 本田隆 五十嵐優花                                                                      | 宮井加奈 長森佳容            |
| 第24話（第281話）     |          | 真紅之舞！熔岩火神！！                 | 深紅之舞！岩漿火神！                 | 豔紅之舞 熔岩炎神                    | 園田英樹          | 森健                              | 割田圭介 羽鳥潤            | 福地純平                                                                               | 長森佳容                     |
| 第25話（第282話）     |          | 八龍的暴君！罪惡聖槍！！               | 八龍暴君！罪惡聖槍！！               | 八龍暴君 罪惡神槍                    | 園田英樹          | 奧村吉昭                          | 福山大 羽鳥潤              | 岩崎夏奈 青木昭仁                                                                      | 大橋俊明 長森佳容            |
| 第26話（第283話）     |          | 鬼島頂點決鬥！！                       | 鬼之島上的巔峰對決！                 | 鬼島 制高點對決                      | 大川俊道          | 秋山勝仁                          | 志賀岳 羽鳥潤              | 下谷美保                                                                               | 宮井加奈 長森佳容            |
| 第27話（第284話）     |          | 漂浮魔王的大進擊！                     | 囂張魔王大進擊！                     | 得意魔王的大進擊                     | 大川俊道          | 西森章                            | 粟井重紀 羽鳥潤            | 鎌田耕一 山村俊了                                                                      | 橫松雄馬 長森佳容            |
| 第28話（第285話）     |          | 空中決戰！爆裂對戰！！                 | 空中決戰！爆裂對戰！                 | 空中對決 爆破對戰                    | 園田英樹          | 森健                              | 粂田佳之 羽鳥潤            | 谷口繁則 早川元基 矢田起也 藤野陽介 高梨友美 中川實 清水椋大                           | 福地純平 長森佳容            |
| 第29話（第286話）     |          | 魔王復活！絕險魔王！！                 | 魔王復活！絕險魔王！！               | 魔王復活 危機貝利亞                  | 園田英樹          | 羽鳥潤                            | 宮田亮 羽鳥潤              | 南伸一郎 SPRINGRIVER                                                                   | 大橋俊明 長森佳容            |
| 第30話（第287話）     |          | 光之霸王降臨！！                       | 光之霸王降臨！                       | 光之霸王降臨                         | 大川俊道          | 森健 吳珍九                       | 粟井重紀 吳珍九 羽鳥潤     | 鎌田耕一 山村俊了 南伸一郎 福地純平                                                    | 宮井加奈 福地純平 長森佳容   |
| 第31話（第288話）     |          | 光輪！極大神使！！                     | 有光環的極大神使！！                 | 光環 神聖拉斐爾                      | 大川俊道          | 森健                              | 小野田雄亮 羽鳥潤          | 中谷藍 德倉榮一                                                                        | 橫松雄馬 長森佳容            |
| 第32話（第289話）     |          | 魔王VS霸王！最強團體決定戰！！         | 魔王對霸王！決定最強隊伍的大賽！     | 魔王對霸王 最強團隊決定賽            | 園田英樹          | 秋山勝仁                          | 山本貴之 羽鳥潤            | 中谷藍 德倉榮一                                                                        | 福地純平 長森佳容            |
| 第33話（第290話）     |          | 逆轉！逆轉！！大逆襲！！！             | 逆轉！逆轉！大反擊！                 | 逆轉 逆轉 大反攻                     | 園田英樹          | 奧村吉昭                          | 福山大 羽鳥潤              | 岩崎夏奈 青木昭仁                                                                      | 大橋俊明 長森佳容            |
| 第34話（第291話）     |          | 三回合！團體作戰！！                   | 第三回合！大混戰！                   | 第三回合 全體動員                    | 大川俊道          | 森健                              | 山崎茂 羽鳥潤              | 金田榮二                                                                               | 宮井加奈 長森佳容            |
| 第35話（第292話）     |          | 魔王、脫離隊伍！？                     | 魔王要離隊！？                       | 魔王 要脫隊了                        | 大川俊道          | 森健                              | 佐佐木瑞樹 羽鳥潤          | 杜衛峰 魏旭龍 謝鑫                                                                     | 橫松雄馬 長森佳容            |
| 第36話（第293話）     |          | 燃燒起來吧！下剋上對戰！！             | 燃燒吧！以下犯上的對戰！             | 熱血沸騰 以下犯上之戰                | 園田英樹          | 森健                              | 粂田佳之 羽鳥潤            | 粂田佳之 谷口繁則 藤野陽介 高梨友美 矢田起也 早川元基                                  | 福地純平 長森佳容            |
| 第37話（第294話）     |          | 激怒！鐘擺地獄！！                     | 激怒！鐘擺地獄！                     | 爆怒 搖擺地獄                        | 園田英樹          | 寺田素都                          | 宮田亮 羽鳥潤              | 南伸一郎 SPRINGRIVER                                                                   | 大橋俊明 長森佳容            |
| 第38話（第295話）     |          | 究極的羈絆！終極武神！！               | 究極的牽絆！終極武神！               | 至高無上的情誼 永恆戰神              | 大川俊道          | 羽鳥潤                            | 粟井重紀 羽鳥潤            | 鎌田耕一 山村俊了 飯飼一幸                                                             | 宮井加奈 長森佳容            |
| 第39話（第296話）     |          | 暴走恐慌！全套陀螺發射器！！           | 橫衝直撞！全改造DB發射器！           | 失控恐慌 完全客製發射器              | 大川俊道          | 四之宮春                          | 四之宮春 羽鳥潤            | 岩崎夏奈 本田隆                                                                        | 橫松雄馬 長森佳容            |
| 第40話（第297話）     |          | 高&低！混合競技場！！                  | 高戰盤和低戰盤！混合陀螺盤！！       | 高與低 複合式競技場                  | 園田英樹          | 秋山勝仁                          | 山本貴之 羽鳥潤            | 福地純平                                                                               | 長森佳容                     |
| 第41話（第298話）     |          | 不死鳥！日珥鳳凰！！                   | 不死鳥！日珥鳳凰！                   | 不死鳥 日炎鳳凰                      | 園田英樹          | 森健                              | 佐佐木瑞樹 羽鳥潤          | 櫻井木之實 杜衛峰 魏旭龍 謝鑫                                                          | 大橋俊明 長森佳容            |
| 第42話（第299話）     |          | 危險！這是爆裂突破！！                 | 絕險！爆裂突破！！                   | 危機 突破爆烈                        | 園田英樹          | 割田圭介                          | 割田圭介 羽鳥潤            | 五十嵐優花 青木昭仁                                                                    | 宮井加奈 長森佳容            |
| 第43話（第300話）     |          | 紅蓮亂舞！日珥震顫！！                 | 紅蓮亂舞！日珥震蕩！                 | 紅蓮亂舞 日炎強震                    | 大川俊道          | 森健                              | 粟井重紀 羽鳥潤            | 鎌田耕一 飯飼一幸 飯塚葉子                                                             | 橫松雄馬 長森佳容            |
| 第44話（第301話）     |          | 憎恨的護盾陷阱！！                     | 充滿憤恨的護盾陷阱！！               | 深仇大恨之護盾陷阱                   | 園田英樹          | 森健                              | 小野田雄亮 羽鳥潤          | 中谷藍 德倉榮一 清水雄介                                                               | 福地純平 長森佳容            |
| 第45話（第302話）     |          | 完美裝備！追逐不死鳥！！               | 完美的Gear！追捕不死鳥！             | 全裝備型態 追捕不死鳥                | 園田英樹          | 羽鳥潤                            | 宮田亮 羽鳥潤              | 南伸一郎 SPRINGRIVER                                                                   | 大橋俊明 長森佳容            |
| 第46話（第303話）     |          | 灼熱！與霸王的死鬥！！                 | 不死鳥跟霸王的激烈之戰！！           | 灼熱 與霸王之生死鬥                  | 大川俊道          | 秋山勝仁                          | 佐藤友一 羽鳥潤            | 櫻井木之實 清水博幸                                                                    | 宮井加奈 長森佳容            |
| 第47話（第304話）     |          | 大波亂！魔界之門！！                   | 魔界之門大騷動！                     | 波瀾掀起 魔界之門                    | 園田英樹          | 森健                              | 山崎茂 羽鳥潤              | 金田榮二                                                                               | 橫松雄馬 長森佳容            |
| 第48話（第305話）     |          | 我的搭檔！極限對戰！！                 | 跟搭檔一起挑戰極限對戰！！           | 我的夥伴 極致卓越之戰                | 園田英樹          | 森健                              | 粂田佳之 羽鳥潤            | 紫燈珈 川本和隆 中川實 谷口繁則 清水椋大 高梨友美 早川元基 矢田起也                    | 福地純平 長森佳容            |
| 第49話（第306話）     |          | 大衝突！爆擊與光輪！！                 | 大激鬥！爆擊與光環！                 | 激烈衝突 爆擊與光輪                  | 大川俊道          | 羽鳥潤                            | 佐佐木瑞樹 羽鳥潤          | 櫻井木之實 杜衛峰 魏旭龍 謝鑫                                                          | 大橋俊明 長森佳容            |
| 第50話（第307話）     |          | 羈絆！小躍VS拉夏多！！                 | 牽絆！霸斗對拉沙德！！               | 連結 霸斗VS拉夏德                    | 大川俊道          | 奧村吉昭                          | 小野田雄亮 羽鳥潤          | 中谷藍 清水雄介                                                                        | 宮井加奈 長森佳容            |
| 第51話（第308話）     |          | 魔王VS霸王                             | 魔王對霸王                           | 魔王VS.霸王                          | 園田英樹          | 秋山勝仁                          | 寺田素都 羽鳥潤            | 下谷美保                                                                               | 橫松雄馬 長森佳容            |
| 第52話（第309話）     |          | 爆裂！最後的對戰！！                   | 爆裂！最後的激戰！                   | 爆烈 最終對戰                        | 園田英樹          | 福山大                            | 福山大 羽鳥潤              | 福地純平                                                                               | 長森佳容                     |

### 播放電視台
| 播放地方       | 播放電視台     | 播放日期                                                                            | 播放時間 | 播放平台   | 備註       |
| -------------- | -------------- | ----------------------------------------------------------------------------------- | --- | ---------- | ---------- |
| 關東廣域圈     | 東京電視台     | 2016年4月4日－2017年3月27日 2017年4月3日－2018年3月26日 2018年4月2日－2019年3月25日 | 星期一 17時55分－18時25分                                                                                   | 東京電視網 | 製作電視台 |
| 北海道         | TV北海道       | 2016年4月4日－2017年3月27日 2017年4月3日－2018年3月26日 2018年4月2日－2019年3月25日 | 星期一 17時55分－18時25分                                                                                   | 東京電視網 |            |
| 愛知縣         | 愛知電視台     | 2016年4月4日－2017年3月27日 2017年4月3日－2018年3月26日 2018年4月2日－2019年3月25日 | 星期一 17時55分－18時25分                                                                                   | 東京電視網 |            |
| 大阪府         | 大阪電視台     | 2016年4月4日－2017年3月27日 2017年4月3日－2018年3月26日 2018年4月2日－2019年3月25日 | 星期一 17時55分－18時25分                                                                                   | 東京電視網 |            |
| 岡山縣、香川縣 | 瀨戶內電視台   | 2016年4月4日－2017年3月27日 2017年4月3日－2018年3月26日 2018年4月2日－2019年3月25日 | 星期一 17時55分－18時25分                                                                                   | 東京電視網 |            |
| 福岡縣         | TVQ九州放送    | 2016年4月4日－2017年3月27日 2017年4月3日－2018年3月26日 2018年4月2日－2019年3月25日 | 星期一 17時55分－18時25分                                                                                   | 東京電視網 |            |
| 富山縣         | 富山電視台     | 2016年4月9日－                                                                      | 星期六 05時55分－06時25分                                                                                   | 富士電視網 |            |
| 長崎縣         | 長崎文化放送   | 2016年4月9日－                                                                      | 星期六 06時00分－06時30分                                                                                   | 朝日電視網 | [ 95 ]     |
| 日本全國       | AT-X           | 2016年4月9日－                                                                      | 星期六 22時00分－22時30分                                                                                   | 衛星電視   | 有重播     |
| 廣島縣         | 新廣島電視台   | 2016年4月10日－                                                                     | 星期日 05時30分－06時00分                                                                                   | 富士電視網 |            |
| 岩手縣         | 岩手朝日電視台 | 2016年4月10日－                                                                     | 星期日 06時30分－07時00分                                                                                   | 朝日電視網 |            |
| 靜岡縣         | 靜岡朝日電視台 | 2016年4月10日－                                                                     | 星期日 06時30分－07時00分                                                                                   | 朝日電視網 |            |
| 宮城縣         | 東日本放送     | 2016年4月10日－                                                                     | 星期日 06時30分－07時00分                                                                                   | 朝日電視網 |            |
| 愛媛縣         | 愛媛電視台     | 2016年4月10日－                                                                     | 星期日 09時30分－10時00分                                                                                   | 富士電視網 |            |
| 新潟縣         | 新潟放送       | 2016年4月23日－                                                                     | 星期六 06時30分－07時00分                                                                                   | TBS電視網  |            |
| 奈良縣         | 奈良電視台     | 2016年5月13日－                                                                     | 星期五 07時30分－08時00分                                                                                   | 獨立局     |            |
| 日本全國       | Kids Station   | 2016年6月7日－                                                                      | 星期二 19時00分－19時30分                                                                                   | 衛星電視   | 有重播     |
| 台湾           | 東森幼幼台     | 2016年9月25日－2022年6月17日                                                        | 星期日 18時00分－18時30分（从神中后期开始修改为每周五19時30分－20時00分随后从GT开始改为19時45分－20時00分） | 有線電視   | 有重播     |
| 香港           | 翡翠台         | 2016年5月14日－2022年10月22日                                                       | 星期六 16時00分－16時30分（从GT开始修改为16時00分－16時15分）                                               | 無線電視   |            |

## 漫畫
從2015年8月號快樂快樂月刊連載。 作者是森多博。 截至2018年4月27日，該書已經發售至9卷。另外，同樣在2016年2月號上發表的另冊快樂快樂以相同標題開始，它以插入書本主要部分之間的形式記錄。

### 單行本
| 冊 | 日子       | 章節           |
| -- | ---------- | -------------- |
| 1  | 2015-12-28 | 第0話〜第4話   |
| 2  | 2016-03-28 | 第5話〜第9話   |
| 3  | 2016-07-28 | 第10話〜第14話 |
| 4  | 2016-12-28 | 第15話〜第18話 |
| 5  | 2017-01-27 | 第19話〜第23話 |
| 6  | 2017-04-28 | 第24話〜第27話 |
| 7  | 2017-10-27 | 第28話〜第33話 |
| 8  | 2017-12-27 | 第34話〜第38話 |
| 9  | 2018-04-27 | 第39話〜第43話 |
| 10 | 2018-08-28 | 第44話〜第48話 |
| 11 | 2018-11-28 | 第49話〜第53話 |
| 12 | 2019-04-26 | 第54話〜第59話 |
| 13 | 2019-09-27 | 第60話〜第66話 |
| 14 | 2020-02-28 | 第67話〜第72話 |
| 15 | 2020-06-26 | 第73話〜第78話 |
| 16 | 2020-08-28 | 第79話〜第85話 |

## 亞洲盃大賽
2017/4/2在東京池袋太陽城噴水廣場 由 TAKARA TOMY 舉行2017亞洲盃大賽,參賽國家有日本,韓國,台灣,香 港。
最後結果由來自台灣的(汪靖惇)DONDON選手獲得冠軍，日本選手コウキ榮獲亞軍,季軍一樣為日本選手的マサシ。
2018/3/31在東京池袋太陽城噴水廣場 由 TAKARA TOMY 舉行2018亞洲盃大賽,參賽國家共7國參賽.有日本,韓國,台灣,香港,馬來西亞,新加坡,菲律賓.

台灣蟬聯冠軍完成二連霸由台灣(曾常恩)EN EN獲得冠軍, 韓國Merong Tajan獲得亞軍, 馬來西亞Daryl獲得季軍, 日本ソウマ獲得殿軍.

## 外部連結
- 電視動畫「爆旋陀螺 擊爆戰魂」官方網站 （页面存档备份，存于）（日語）
- 電視動畫「爆旋陀螺 擊爆戰魂 神」官方網站 （页面存档备份，存于）（日語）
- 電視動畫「爆旋陀螺 擊爆戰魂 超Ƶ」官方網站 （页面存档备份，存于）（日語）
- 電視動畫「爆旋陀螺 擊爆戰魂 G」官方網站 （页面存档备份，存于）（日語）
- 電視動畫「爆旋陀螺 擊爆戰魂 超王」官方網站（日語）
- 電視動畫「爆旋陀螺 擊爆戰魂 DB 官方網站 （页面存档备份，存于）（日語）
- 電視動畫「爆旋陀螺 擊爆戰魂」東京電視台網站 （页面存档备份，存于）（日語）
- 電視動畫「爆旋陀螺 擊爆戰魂 神」東京電視台網站 （页面存档备份，存于）（日語）
- 電視動畫「爆旋陀螺 擊爆戰魂 超Ƶ」東京電視台網站 （页面存档备份，存于）（日語）
- 「爆旋陀螺Burst」TAKARA TOMY官方網站 （页面存档备份，存于）（日語）